# سقوط حلب (962)
سُقُوطُ حلب سنة 351هـ المُوافقة لِسنة 962م هو أحد الأحداث المحوريَّة المُهمَّة في التاريخ الإسلامي عُمومًا وتاريخ العصر العبَّاسي الثاني خُصُوصًا، إذ كان لِسُقُوطها في يد الروم البيزنطيين صدىً هائل في مُختلف أنحاء العالم الإسلامي نظرًا لِأهميَّتها الاقتصاديَّة والبشريَّة والإستراتيجيَّة، كما دق سُقُوطها ناقوس الخطر في أرجاء البلاد الإسلاميَّة مُعلنًا قُدرة الإمبراطوريَّة البيزنطيَّة على بُلُوغ أعماق الشَّام، كما استبشر البيزنطيُّون بِهذا النصر الذي حققوه مُعتبرين أنَّ بِإمكانهم استرجاع أمجاد إمبراطوريَّتهم الغابرة وإعادة الحال كما كان عليه قبل الفُتُوحات الإسلاميَّة لِلشَّام ولِمصر، واسترجاع بيت المقدس من المُسلمين.
كانت حلب - إلى جانب كونها العاصمة الثانية لِلشَّام - تُشكِّلُ عاصمة الدولة الحمدانيَّة القائم على عرشها سيف الدولة الحمداني، الذي كان يُدين بِالولاء لِلخلافة العبَّاسيَّة في بغداد. واشتهر سيف الدولة بِغزواته الكثيرة في ديار الروم وفتحه لِلكثير من القلاع والحُصُون البيزنطيَّة، وقيامه بِعمليَّة حراسة حُدود ديار الإسلام على الجبهة البيزنطيَّة، فكان العدوَّ الأوَّلَ لِلروم وشكَّل عائقًا يجب إزالته. وفي تلك الفترة كانت الإمبراطوريَّة البيزنطيَّة تشهد نهضةً سياسيَّة قويَّة، وتبوَّأت فيها السُلالة المقدونيَّة سُدَّة الحُكم، فأجرت إصلاحات كبيرة على مُختلف الأصعدة: سياسيًّا وإداريًّا وعسكريًّا وثقافيًّا، فانتعشت الإمبراطوريَّة وتوسَّعت حُدودها لِأوَّل مرَّة مُنذ الفُتُوحات الإسلاميَّة، وتمكَّن البيزنطيُّون من انتزاع جزيرة إقريطش (كريت) من المُسلمين والعديد من المُدن والحُصُون الحُدوديَّة في قيليقية وشمالي الشَّام والجزيرة الفُراتيَّة.
كانت غزوات الروم على قيليقية مُجرَّد تمهيد لِغزو حلب والقضاء على سيف الدولة ومن ثُمَّ اتخاذها مُنطلقًا نحو بيت المقدس. وفي 18 ذو القعدة 351هـ المُوافق فيه 18 كانون الأوَّل (ديسمبر) 962م وصل البيزنطيُّون بِقيادة نقفور فوقاس بِجيشٍ ضخم فاق بِعناصره وعتاده حجم الجيش الحمداني، فهُزم الأخير شر هزيمة، وحُوصرت حلب ثُمَّ اقتُحمت، وارتكب الروم فيها مجزرة كبيرة وعدَّة فظائع، فأعملوا السيف في أهلها وأحرقوا البُيُوت والمساجد والأشجار والمزروعات والمعالم الحضاريَّة من أسواق وقُصُور بما فيها قصر سيف الدولة، وسبوا آلاف المُسلمين وأطلقوا سراح الأسرى البيزنطيين، واستحالت حلب وأعمالها خرابًا. وحدها القلعة استعصت على الروم، وتمكَّنت حاميتها من دفع هؤلاء في كُل مرَّة حاولوا اقتحامها. واضطرَّ نقفور فوقاس أن ينسحب من المدينة بعد بضعة أسابيع من احتلالها بعد أن بلغته أنباء مُؤامرة تُحاك ضدَّه في البلاط البيزنطي في القُسطنطينيَّة، وأنَّ المُسلمين احتشدوا في دمشق والعراق ومصر وتنادوا لِنُصرة حلب والزحف إليها والثأر من الروم. بعد انسحاب البيزنطيين وعودة سيف الدولة إلى المدينة، حمل عدَّة حملات على الأناضول لِلاقتصاص من الروم والثأر لِمن قُتل من المُسلمين، فدارت بينه وبين البيزنطيين عدَّة معارك لم يكن فيها النصر حاسمًا لِأي طرف، إلى أن قرَّر نقفور فوقاس - الذي أصبح إمبراطورًا - أن يُبرِّد الجبهة الإسلاميَّة لِيتفرَّغ لِلجبهة الأوروپيَّة وإلى قتال البُلغار العاصين لِبيزنطة.

## الخلفيَّة

### قيام الإمارة الحمدانيَّة في الموصل وحلب

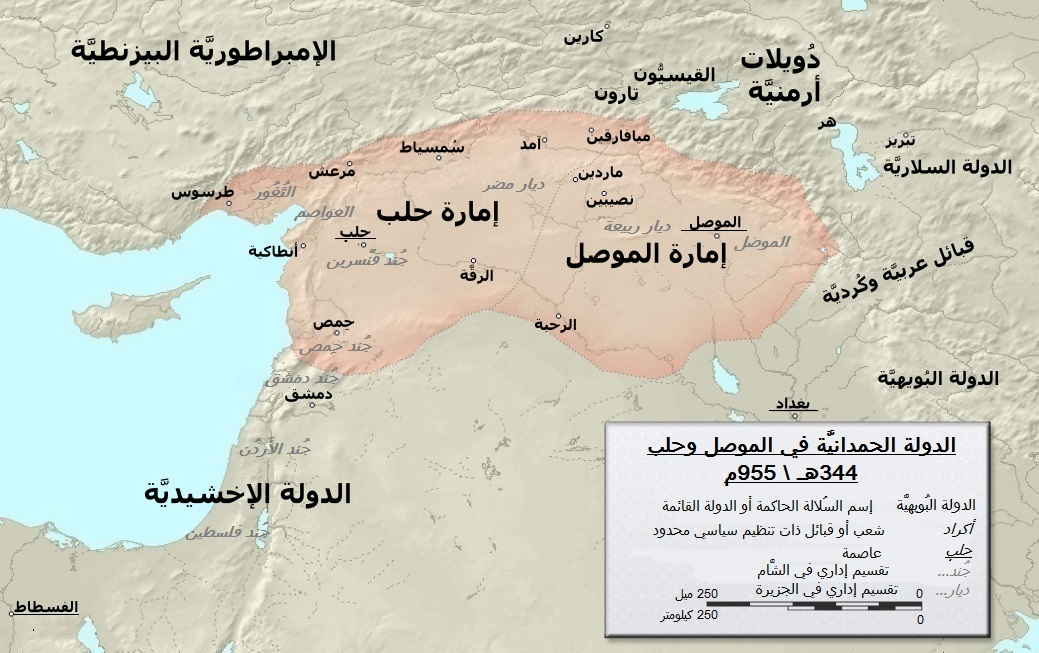
الحُدود التقريبيَّة لِلإمارة الحمدانيَّة في الجزيرة الفُراتيَّة وفي الشَّام خِلال ذُروة اتساع الدولة، بعد ضم عدَّة مُدن ومناطق شاميَّة على يد سيف الدولة الحمداني.

يَرجع تاريخ قيِام الدولة الحمدانيَّة إلى سنة 293 هـ، عندما ولَّى الخليفة العبَّاسي أبو الفضل جعفر المُقتدر بِالله ناصر الدولة الحسن بن أبي الهيجاء إمارة الموصل. التفت ناصر الدولة، بعد تثبيت أقدامه في الموصل، إلى توسيع رقعة أراضيه عن طريق ضم الشَّام، فاستغلَّ وفاة أمير الأُمراء مُحمَّد بن رائق في 21 رجب 330هـ المُوافق فيه 11 نيسان (أبريل) 942م لِيُهاجم هذه البلاد ويستولي عليها. وبعد ضم حلب بِفترةٍ قصيرة، برز سيف الدولة الحمداني كرجُلٍ طموحٍ يسعى إلى تأسيس إمارة مُستقلَّة لهُ تُشبع نزوته السياسيَّة، إذ لم يقتنع بِتبعيَّته لِأخيه ناصر الدولة والعمل في ظلِّه، وأمل، بما حقَّقه من إنجازات وما قدَّمهُ من خدماتٍ جليلةٍ إلى الأُسرة الحمدانيَّة، أن يُكافئه بِولايةٍ يحكُمها، لكن خاب أمله عندما ولَّى أخوه ابن عمِّه الحُسين بن سعيد إمارة الثُغُور والعواصم وما يفتحهُ من بلاد الشَّام، ما كان لهُ أثرٌ سيِّءٌ في نفسه. ثُمَّ عاد ناصر الدولة واستدرك الواقع السياسي، وشعر بِأنَّهُ أخطأ بِحق الأُسرة الحمدانيَّة وبِحق أخيه، بِفعل أنَّ طُمُوح الأُسرة يتعدَّى الموصل وإقليم الجزيرة الفُراتيَّة إلى الشَّام ومصر، وأنَّ أي نجاحٍ يُحقِّقهُ أحد أفرادها يصب في المصلحة العامَّة، كما أنَّ أخاه كان ساعده الأيمن وساندهُ بِإخلاص في كُل ما صادفهُ من صِعاب، فتراجع عن موقفه وأرسل إلى أخيه ما يلزمهُ من الرجال ومعهم خمسين ألف دينار، وشجَّعهُ على المسير إلى الشَّام، ونصحهُ باستغلال فُرصة الاضطراب التي كانت تشهدُها، لِأنَّ أهلها يُساندون من يُنقذهم من هذه الحالة. وهكذا هيَّأ ناصر الدولة لِأخيه الجيش الذي استولى بِواسطته على حلب وأسَّس الإمارة الحمدانيَّة في شماليّ الشَّام. فدخل الأمير الحمداني المدينة يوم الإثنين 8 ربيع الأوَّل 333هـ المُوافق فيه 26 تشرين الأوَّل (أكتوبر) 944م، وأعلن قيام الإمارة الحمدانيَّة.

### غزوات سيف الدولة الحمداني في الأراضي البيزنطيَّة

الممالك والإمارات الأرمنيَّة المُجاورة لِلدولة الحمدانيَّة والخِلافة العبَّاسيَّة. حمل عليها سيف الدولة الحمداني عدَّة حملات في مُحاولةٍ لِإعادتها إلى ديار الإسلام.

كان سيف الدولة - مُنذ أن ظهر على الساحتين السياسيَّة والعسكريَّة - قد أخذ على عاتقه مُواجهة البيزنطيين والدفاع عن حُدود الدولة العبَّاسيَّة وديار الإسلام، فانطلق مدفوعًا بِعاطفته الدينيَّة لِحربهم ومنعهم من التقدُّم أكثر في بلاد المُسلمين، وحمل راية الجهاد لاسترجاع الأراضي التي استولى عليها الروم في الجزيرة الفُراتيَّة وأرمينية، وذلك بِالنيابة عن أخيه. قام سيفُ الدولة بِأولى غزواته في سنة 312هـ المُوافقة لِسنة 924م، وهو في الحادية والعشرين من عُمره، حين خرج لِصد الدمستق يُوحنَّا كوركواس عن آمد وسُميساط، غير أنَّهُ فشل في مُهمَّته، ودخل الدمستق سُميساط، ونصب خيمته في مسجدها الكبير، وقرع النصارى النواقيس وسبوا وانقلبوا عائدين، فطاردهم المُسلمون واستردُّوا بعض الغنائم وأسروا نسيب الإمبراطور البيزنطي وأرسلوه إلى بغداد. وبِتاريخ 26 ذي القعدة 326هـ المُوافق فيه 24 أيلول (سپتمبر) 938م، خرج سيف الدولة إلى حصن زياد بِأرض أرمينية بين آمد وملطيَّة، فأقام عليه تسعة أيَّام حتَّى شارف على فتحه، لولا أن هاجمه يُوحنَّا كوركواس على رأس جيشٍ كثيف، فاضطرَّ سيف الدولة إلى الانسحاب، تحت ضغط القتال، إلى سُميساط، فطاردتهُ القُوَّات الروميَّة، ففرَّ إلى ضيعةٍ تُعرف بِـ«المُقدَّميَّة» حيثُ أعاد تنظيم قُوَّاته واستعدَّ لِجولةٍ أُخرى مع البيزنطيين، ثُمَّ انتقل إلى مكانٍ مُلائمٍ لِلقتال بين حصنيّ زياد وسلام في أرمينية، وجرى اللقاء بينه وبين يُوحنَّا كوركواس في هذا المكان وأسفر عن انتصارٍ واضحٍ لِلمُسلمين، ووقع سبعون قائدًا أسرى في يد سيف الدولة، الذي استولى أيضًا على سرير الدمستق وكُرسيه. وفي سنة 328هـ المُوافقة لِما بين سنتيّ 939 - 940م، خرج سيف الدولة غازيًا أرمينية، فنزل ملاذكرد يُريدُ قاليقلا من نواحي خلاط، وكان الروم قد بنوا بِجوارها مدينة سمُّوها «هفجيج»، فلمَّا علموا بِمسيره أحرقوها وغادروا المنطقة، فعاد سيفُ الدولة إلى أرزن، ومكث فيها حتَّى انحسار الثلج، ثُمَّ خرج إلى خلاط وتوغَّل فيما وراءها، واضطرَّ كُلٌ من ملك أرمينية آباص الأوَّل وخُرذان ملك الكرج إلى الاعتراف بِسيادته، ثُمَّ اجتاز الأراضي التي خضعت له، وظهر في بلاد الأرمن البيزنطيَّة، فهاجم موش، من ناحية خلاط، فخرَّبها، وهدم قلاعًا منيعة، ووطئ أماكن لم يطأها أحد من المُسلمين قبله؛ ما أثار الإمبراطور البيزنطي، فكتب إليه مُتوعدًا ومُنذرًا، فردَّ عليه سيف الدولة بِمُهاجمة قلونية في آسيا الصُغرى، فأحرق ربضها واستولى على ما في ضياعها، وكتب إلى الإمبراطور من هُناك ما أفزعه، فأرسل جيشًا لِصدِّه ولكنَّهُ تعرَّض لِلهزيمة، وبدا أنَّ سيف الدولة سوف يُسيطر على كامل أرمينية ويُعيدُها إلى حظيرة الخِلافة الإسلاميَّة، غير أنَّ ما حدث من نزاعاتٍ داخليَّةٍ في عاصمة الخِلافة والصراع بين العبَّاسيين والإخشيديين في الشَّام منعهُ من المضيّ في غزواته، فعاد كي يستأنف التدخُّل في أوضاع الخِلافة في بغداد، ما أعطى الفُرصة لِبيزنطة لِمُهاجمة الأراضي الإسلاميَّة، فاقتربت قُوَّاتُها في سنة 330هـ المُوافقة لِسنتيّ 941 - 942م من حلب، فنهبت وخرَّبت وسبت نحو خمسة عشر ألف نسمة من حمشوش.

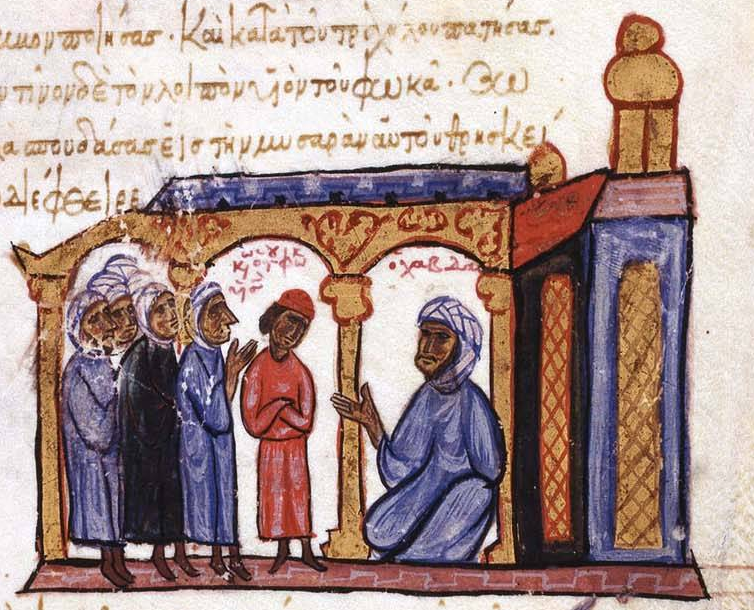
سيف الدولة الحمداني (الرجل القابع يمينًا) وهو يستمع إلى الناس في مجلسه ويقضي لهم.

انتقل الصراع بين الحمدانيين والبيزنطيين من أعالي الجزيرة الفُراتيَّة وأرمينية إلى شماليّ الشَّام على أثر انتقال سيف الدولة إلى حلب وتأسيسه إمارة له في رُبُوعها في سنة 333هـ المُوافقة لِسنة 944م. والمعروف أنَّ الحُدود بين الدولتين، الحمدانيَّة والبيزنطيَّة، تبدأ من نُقطة على الفُرات تقع شماليّ سُميساط، وتمُرُّ بين حصن منصور وزبطرة، وشمالي الحدث ومرعش، وقد اتبعت سلسلتيّ جبال طوروس حتَّى أبواب قيليقية ونهر اللامس، واتَّجهت، من ناحية، نحو الشمال إلى شرقيّ سُميساط فأرمينية. وفي سنة 338هـ المُوافقة لِسنة 949م استولى البيزنطيُّون على مرعش وزحفوا نحو طرسوس بِقيادة ليون بن برداس فوقاس، فتصدَّى لهم مُحمَّد بن ناصر الدولة عند بوقا شمالي أنطاكية، إلَّا أنَّهُ تعرَّض لِلهزيمة وقُتل أربعمائة من جُنده وأُسر الكثير. أثارت انتصارات البيزنطيين سيف الدولة، فقرَّر أن يثأر ويستعيد الأراضي الإسلاميَّة التي استولوا عليها، فجهَّز جيشًا ضخمًا بلغ تعداده ثلاثين ألف مُقاتل، وخرج على رأسه في 15 ربيع الأوَّل 339هـ المُوافق فيه 1 أيلول (سپتمبر) 950م غازيًا الأراضي البيزنطيَّة، واصطحب معهُ ثلاثة من الشُعراء هُم المُتنبي وأبا فراس وأبا زُهير المُهلهل، وانضمَّ إليه أربعة آلاف مُقاتل من طرسوس بِقيادة القاضي أبي حصين، فهاجم إقليم قباذق (كبادوكيا) واستولى على كثيرٍ من مُدُنه وقتل وسبى كثيرًا من البيزنطيين، فاخترق قيصريَّة وسمندو وخرشنة، ووصل إلى صارخة الواقعة على بُعد سبعة أيَّام من القُسطنطينيَّة مُهددًا العاصمة البيزنطيَّة، وانتصر على قُوَّةٍ عسكريَّةٍ بِقيادة ليون بن برداس فوقاس، وأسر عددًا من قادتها وكثيرًا من جُنودها، وغنم أموالًا طائلة. وهكذا، استمرَّت الحرب بين المُسلمين والبيزنطيين سجالًا في تلك الفترة، دون أ يُحقق أيٌ من الطرفين نصرًا حاسمًا على الطرف الآخر.

### النهضة السياسيَّة في بيزنطة

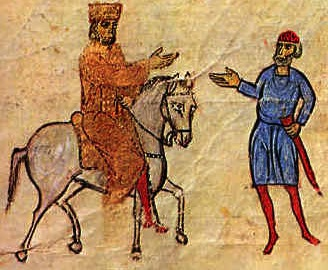
باسيل الأوَّل مُؤسس الأُسرة المقدونيَّة على صهوة جواده.

تغيَّر، مُنذُ النصف الثاني من القرن الثالث الهجري، هدف الصراع وسير المعارك بين المُسلمين والبيزنطيين، حيثُ مالت كفَّة القِتال لِصالح الروم، واستمرَّت على مدى قرنين في اضطرادٍ تصاعُديّ. فتجاه العالم الإسلامي، الذي أخذ في الانقسام والتفتُّت وراح يفقد وحدته ويتجزَّأ إلى إماراتٍ ودُويلاتٍ سُلطانيَّة مُستقلَّة أو شبه مُستقلَّة في ظل الخِلافة العبَّاسيَّة الضعيفة؛ كانت بيزنطة تشهد في القرن الثالث الهجري المُوافق لِلقرن التاسع الميلادي حركةً إصلاحيَّةً جدَّدت قُوَّتها ونشاطها، وتخلَّصت من هذه الانقسامات الدينيَّة التي عانى منها العالم البيزنطي في القُرُون السابقة؛ فكانت وحدة الإيمان الأرثوذكسي تشُدّ من الوحدة الوطنيَّة السياسيَّة. ويُعزى الفضل في هذه النهضة إلى الأُسرة المقدونيَّة ذات الجُذُور الأرمنيَّة، التي تولَّت الحُكم في الإمبراطوريَّة البيزنطيَّة مع اعتلاء باسيل الأوَّل العرش الإمبراطوري سنة 253هـ المُوافقة لِسنة 867م. وبذلت هذه الأُسرة جُهدًا طيبًا في إصلاح نُظم الدولة ومُؤسساتها العامَّة، وتوطيد دعائم الإدارة وهيبة الدولة في قُلُوب السُكَّان، فحقَّقت حظًّا وافرًا من السعادة والرخاء لِلبلاد والعباد، واستطاعت الثبات في وجه الأخطار الخارجيَّة التي هدَّدت الكيان البيزنطي في ذلك العهد. والواقع أنَّ الصدامات العسكريَّة بين المُسلمين والبيزنطيين، مُنذُ النصف الثاني من القرن الثاني الهجري إلى مُنتصف القرن الثالث الهجري، كانت عبارةً عن غاراتٍ مُتبادلةً على مناطق الحُدُود، ونادرًا ما حدث توغُّلٌ في عُمق أراضي كُلٍ منهُما، وكان الهدف البارز من تلك الحُرُوب هو الاستيلاء على ممرات جبال طوروس ومعاقلها. ولمَّا تولَّت الأُسرة المقدونيَّة الحُكم في بيزنطة أصبحت الإمبراطوريَّة أكفأ عدَّة وأمضى سلاحًا لاستئناف الهُجُوم ضدَّ العالم الإسلامي المشرقي مُفكَّك الأوصال؛ تلقَّى ضرباتها سيف الدولة الحمداني وحده تقريبًا، واستولت على الأقاليم الواقعة فيما وراء جبال طوروس، مثل أنطاكية في شماليّ الشَّام والحُصُون الواقعة على الفُرات مثل ملطيَّة والرها، وبِمُساعدة الأرمن الذين اعتلى عددٌ كبيرٌ منهم عرش الإمبراطوريَّة، أمثال يُوحنَّا زمسكيس الذي خلف نقفور فوقاس؛ وحلَّ النُفُوذ المسيحي في أرمينية محل النُفُوذ الإسلامي. لكنَّ الإمبراطوريَّة البيزنطيَّة لم تستطع أن تُحقِّق انتصاراتٍ سهلةٍ في القرن الرابع الهجري المُوافق لِلقرن العاشر الميلادي على حساب المُسلمين، بِفعل انهماكها في حل مُشكلاتها الداخليَّة وصد خطر البُلغار. وغيَّر سيف الدولة المُعادلة العسكريَة مع البيزنطيين، فانحسر المد البيزنطي التوسُعي على حساب المُسلمين. وقد وجد القادة البيزنطيُّون فيه خصمًا عنيدًا وصلبًا سبَّب لهم الكثير من الهزائم، وحافظ على حُدود ديار الإسلام، وتوغَّل أحيانًا في عُمق الأراضي البيزنطيَّة، لكنَّ ذلك كان بِمثابة الصحوة العابرة؛ لِأنَّ بيزنطة سوف تنهض من عثرتها وتستأنف مسيرتها الظافرة على حساب المُسلمين بعد وفاة سيف الدولة. ومهما يكن من أمر، فأمام هذه الانتصارات التي حقَّقتها بيزنطة في عهد الأُسرة المقدونيَّة، استطاعت أن تُواجه معًا الصقالبة (السلاڤ) والبُلغار في البلقان بِنجاحٍ أكبر من نجاحها في الولايات الشرقيَّة التي أفاد منها كبار الإقطاعيين من العسكريين في آسيا الصُغرى، فالتوسُّع الديني، والسياسة البيزنطيَّة التي قامت على دفع الشُعُوب بعضها ضدَّ بعض، والانتصارات العسكريَّة التي حقَّقتها جُيُوشها؛ كُلُّ ذلك ساعد بِالتضافُر والتضامُن على تحقيق مثل هذه النهضة التي بِفضلها عاد النُفُوذ البيزنطي إلى أقاليم مرَّت بِتطوُّراتٍ جذريَّةٍ مُنذُ الغزوات الصقلبيَّة الكُبرى.

## العمليَّات التمهيديَّة

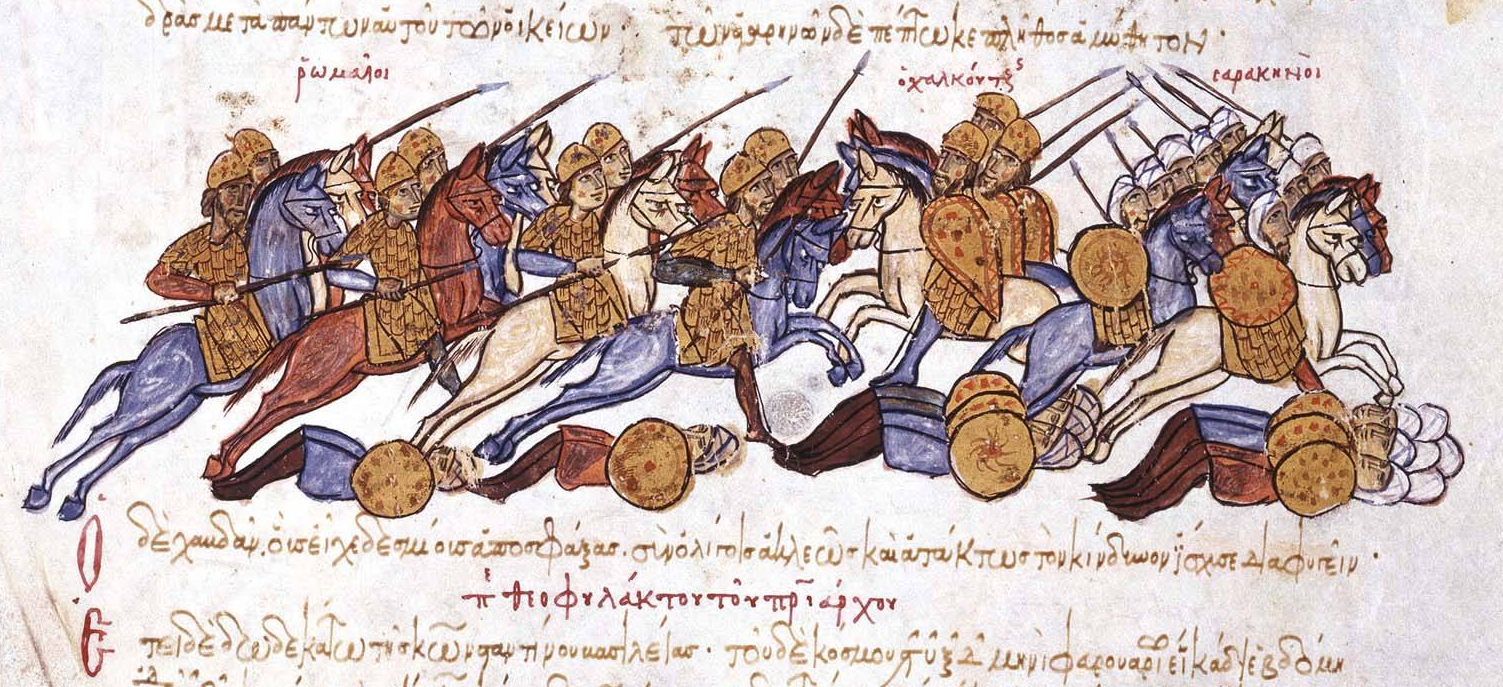
الروم بِقيادة ليون فوقاس يهزمون المُسلمين بِقيادة مُحمَّد بن ناصر الدولة.

كان هدف الروم الأوَّل هو الاستيلاء على قيليقية تمهيدًا لِلوُلوج إلى الشَّام والقضاء على سيف الدولة، ثُمَّ الاندفاع نحو الجنوب في سبيل نُصرة المسيح والإمبراطور الذي يُمثِّله على الأرض، وبُلُوغ أطراف الإمبراطوريَّة البيزنطيَّة المُؤدية إلى بيت المقدس، وانتزاعه من المُسلمين. ففي سنة 348هـ المُوافقة لِسنة 959م، اجتاح الدمستق ليون فوقاس مدينة طرسوس واستولى على حصن الهارونيَّة قُرب مرعش يوم 1 شوَّال المُوافق فيه 5 كانون الأوَّل (ديسمبر)، ثُمَّ توجَّه إلى ديار بكر، فتصدَّى لهُ سيف الدولة، فعاد إلى الشَّام وهو يقتل ويُدمِّر ويهدم الحُصُون والقلاع، وتوَّج حملته بِأسر مُحمَّد بن ناصر الدولة الحمداني. خرج سيف الدولة في سنة 349هـ المُوافقة لِسنة 960م على رأس جيشٍ كبيرٍ، تعداده ثلاثون ألف مُقاتل، وتوغَّل في الأراضي البيزنطيَّة حتَّى خرشنة، وهو يقتل ويسبي ويحرق ويفتح الحُصُون من دون أن يحفل بما خلَّفه وراءه ليون فوقاس من جُندٍ في الشَّام، فوقع في خطأٍ عسكريٍّ كلَّفهُ غاليًا. تجنَّب ليون الدُخُول في معركةٍ سافرةٍ مع سيف الدولة الذي يتفوَّق عليه في العدد والعتاد، وفضَّل أن يكمن له في ممرَّات جبال طوروس، فاحتلَّ الدُرُوب الرئيسيَّة التي تُحتِّم على سيف الدولة أن يجتازها عند عودته. وفعلًا بلغ الجيش الحمداني بعد انتصاره سفح جبال طوروس من الجهة الشرقيَّة واتخذ طريقه في دربٍ صخريٍّ ضيِّقٍ اشتُهر باسم «مغارة الكُحل»، ويُعدُّ من أهمِّ الدُروب التي كانت تسلُكها الفرق العسكريَّة الإسلاميَّة. واحتشدت القُوَّات البيزنطيَّة في هذا الدرب، حتَّى إذا تقدَّم سيف الدولة بِمن معهُ من الأسرى وبِما يحملُ من الغنائم، انقضَّ عليه ليون بِقُوَّاته، فدارت بين الطرفين معركة في 15 رمضان المُوافق فيه 8 تشرين الثاني (نوڤمبر)، تعرَّض فيها سيف الدولة لِخسارةٍ جسيمة وصلت إلى حد الكارثة، فقد وضع ليون السيف في قُوَّاته، ونجا سيف الدولة مع ثلاثمائة مُقاتل بشقّ النفس، وعاد إلى حلب، واستردَّ ليون الأسرى البيزنطيين والغنائم، واستولى على خزائن سيف الدولة وأسلحته ودوابه.

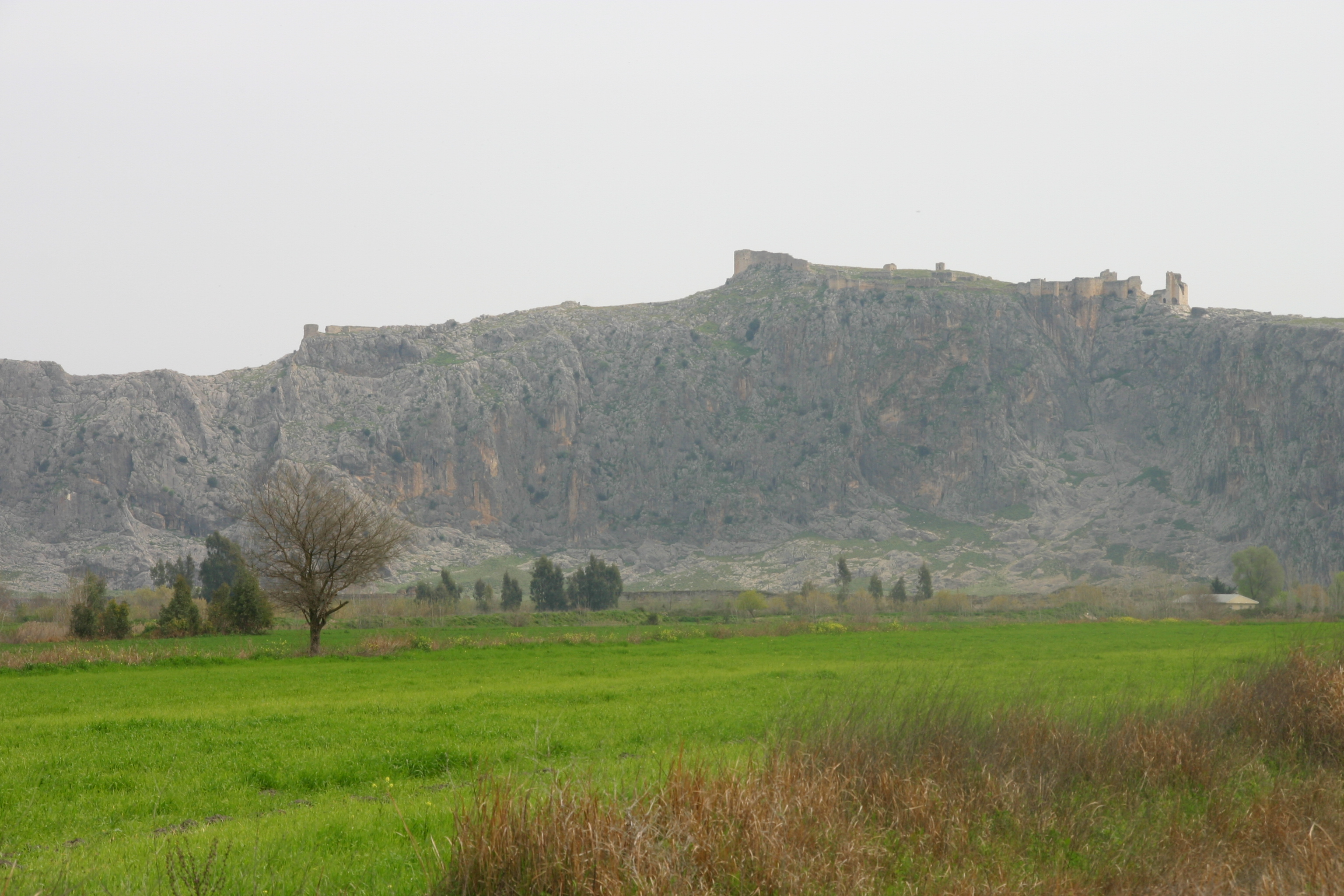
أطلال عين زربة على متن الجبل.

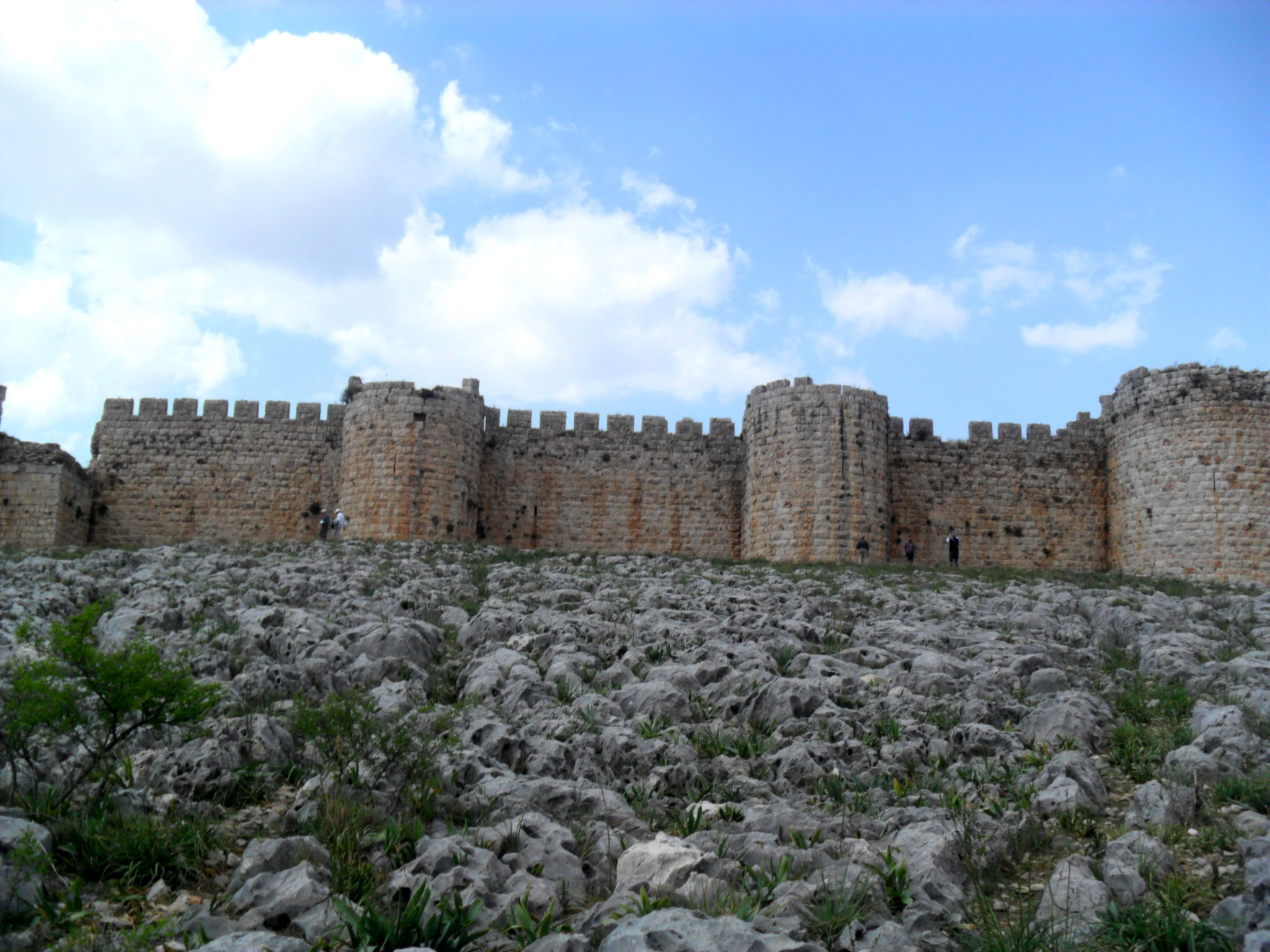
أسوار عين زربة.

بعد انتصار ليون فوقاس في مغارة الكُحل وعودته إلى القُسطنطينيَّة، عُيِّن أخاه نقفور دمستقًا في الشرق، وعُهد إليه نقل الحرب إلى قلب الدولة الحمدانيَّة. أوَّل ما هاجمه نقفور من المُدن الإسلاميَّة كان عين زربة، بِفعل ضعف حاميتها، فضلًا عن صُعُوبة قُدُوم الإمدادات لِنجدتها، كما أنها تقع على الطريق المُباشر القصير الذي يمتد من قيصريَّة إلى حلب التي هي الهدف الأسمى له. واحتشدت العساكر القادمة من القُسطنطينيَّة ومن ثُغُور آسيا الصُغرى في قيصريَّة بِقباذق (كبادوكيا)، وقد بلغ عديدُها مائة وستين ألف جُندي، مُدعَّمين بِالدبَّابات وأدوات الحصار. تحرَّكت هذه الجحافل باتجاه عين زربة سالكةً الطريق المُباشر الذي يربطها بِقيصريَّة، وعندما وصلت إليها ضربت حصارًا مُركزًا عليها، فتصدَّى لها رشيق النسيمي حاكم طرسوس، إلَّا أنَّهُ تعرَّض لِلهزيمة وفقد نحو خمسة آلاف قتيل وأربعة آلاف أسير. والواقع أنَّ المدينة جرى تشييدها في موقعٍ منيعٍ في سفح جبلٍ شديد الانحدار يُحيطُ بها سورٍ ذو حائطٍ مُزدوج، وتتوقَّف استدارته عند الجهة المُلاصقة بِالجبل، وتطُل قمَّته على المدينة، وأنَّ كُل من يستولي عليها يُصبح باستطاعته الدُخُول إلى المدينة بِسُهولة، فأرسل نقفور قُوَّةً عسكريَّةً من الفُرسان ارتقت القمَّة واحتلَّتها. وتعرَّضت أسوار المدينة لِقذائف المجانيق، فأحدثت بها ثغرة. ولمَّا رأى سُكَّانُ المدينة ما حدث من احتلال البيزنطيين لِلجبل، وأنَّ نقفور قد ضيَّق عليهم ومعهُ الدبَّابات، وقد وصل إلى السُور وشرع في النقب؛ طلبوا الأمان، وقبلوا أن يُسلِّموا المدينة مُقابل الإبقاء على حياتهم، فأمَّنهم نقفور، وفتحوا له باب المدينة فدخلها في شهر مُحرَّم سنة 351هـ المُوافق فيه شهر شُباط (فبراير) سنة 962م، وكان جُنده الذين في الجبل قد سبقوه إليها، فندم على منح السُكَّان الأمان حيثُ كان باستطاعة جُنده الاستيلاء على المدينة في يُسرٍ وسُهولةٍ، فنقض عهده، وأصدر أوامره إلى سُكَّانها بِأن يجتمعوا بِالمسجد الجامع، ومن تأخَّر في منزله قُتل، فخرج من أمكنهُ الخُروج، فلمَّا أصبح أنفذ رجاله إلى المدينة، وكانوا ستِّين ألفًا، وأمرهم بِقتل من يجدوه في منزله، فتعرَّض لِلقتل كُل ما صادفه الجُند بِشوارع المدينة ودُورها، ثُمَّ جمع السلاح وأمر من في المسجد بِأن يخرجُوا من المدينة إلى حيثُ يشاؤون، وهدَّد من يبقى بِالقتل، غير أنَّ عددًا كبيرًا منهم لقي حتفه بِسبب شدَّة الزُحام والبرد والجُوع، ومن نجا منهم لجأ إلى طرسوس، وتعرَّضت المدينة لِلنهب ودمَّر البيزنطيُّون الدُور والأسوار.

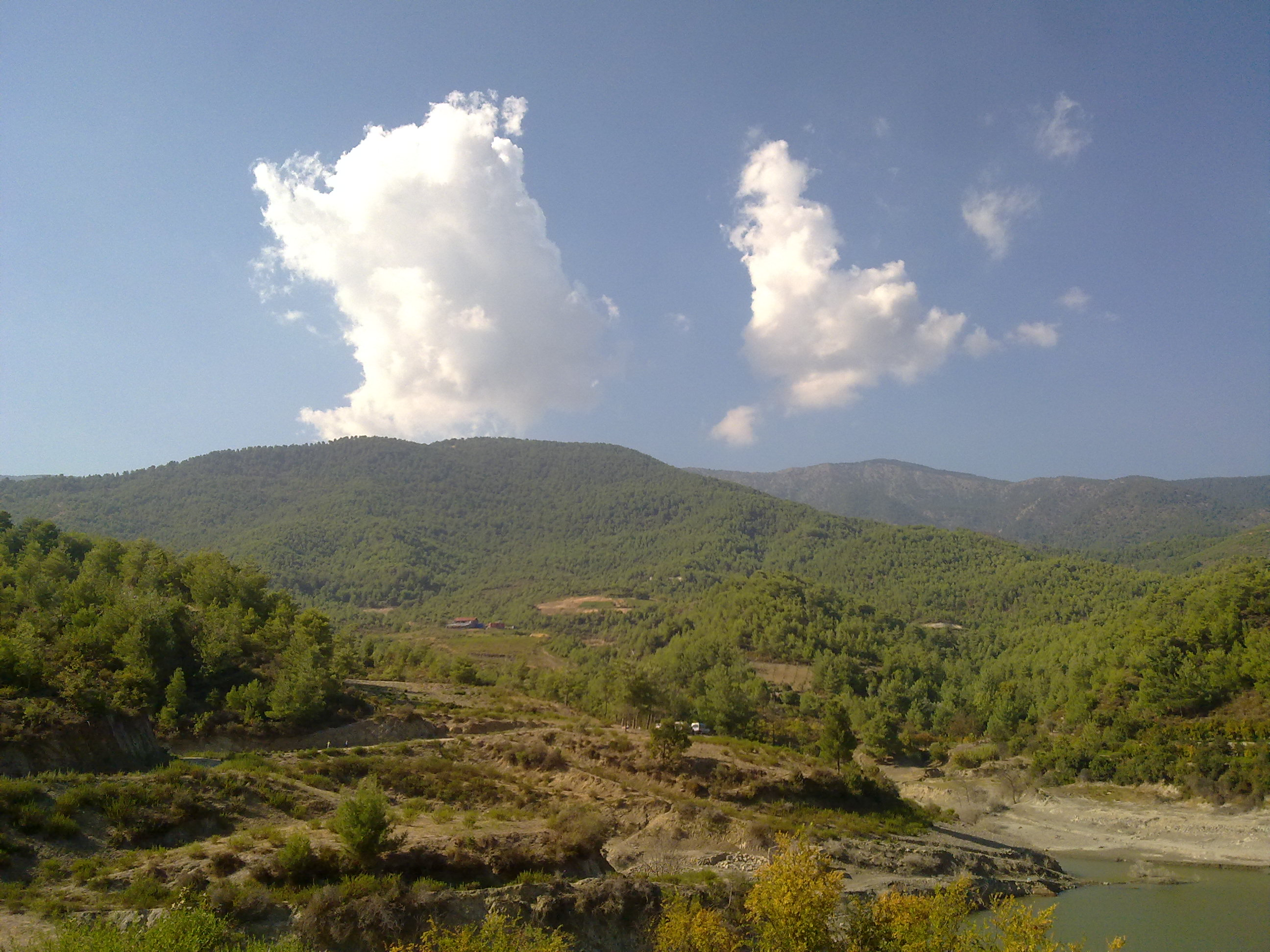
جانب من جبال الآمانوس التي كان على نقفور فوقاس الاستيلاء عليها كي يعبر إلى حلب ويُجابه سيف الدولة على أرضه.

وظلَّ نقفور واحدًا وعشرين يومًا في المنطقة وحول المدينة، استولى خلالها على أربعةٍ وخمسين حصنًا عنوةً وصُلحًا، وارتكب جُنُودهُ كثيرًا من الأعمال الوحشيَّة والبشعة، وأظهر من الشدَّة والصرامة والقسوة ما اعتقد أنها تُلقي الرُعب في نُفُوس السُكَّان من المُسلمين بِهذه الجهات وعلى الأطراف، فيجلون عنها، فتعرَّض السُكَّانُ لِلقتل والتشريد والعذاب ما أدَّى إلى هلاك عددٍ كبيرٍ منهم، ومن نجا من القتل من الأطفال جرى عليهم الرِّق، ولم تنجُ الأشجار والنباتات من يد التخريب، فأمست المناطق المُجاورة لِعين زربة خرابًا يبابًا. ولا يبدو أنَّ نقفور فوقاس استولى في هذه الحملة على طرسوس والمصيصة؛ إذ لم تتعرَّض هاتان المدينتان لِحصار البيزنطيين، والرَّاجح أنَّ ما حدث من انهزام ابن الزيَّات حاكم طرسوس ووفاته، قضى على كُل مُقاومة في هذه الناحية. والمعروف أنَّ ابن الزيَّات ثار على سيف الدولة إثر هزيمته على يد الروم، فقطع اسمه من الخِطبة في طرسوس وأعمال الثُغُور وأقامها لِلخليفة أبو القاسم الفضل المُطيع لِله وحده، ثُمَّ خرج بِنفسه على رأس أربعة آلاف مُقاتل لِمُحاربة البيزنطيين، فهزمه نقفور وقتل أكثر جُنده، كان من بينهم أخٌ له. ولمَّا عاد إلى طرسوس وجد أنَّ السُكَّان أعادوا الخِطبة لِسيف الدولة وراسلوه بِذلك، فصعد إلى روشن في داره فألقى بِنفسه منهُ إلى نهرٍ تحته فغرق، وراسل أهلُ بغراس الدمستق، وبذلوا له مائة ألف درهم، فأقرَّهم وترك مُعارضتهم. بعد هذا، لم يبقَ أمام نقفور سوى أن يُواجه عدوَّهُ سيف الدولة بِكُل قُوَّته، فيُخضع أقاليمه الخصبة، ويُهاجم عاصمته. وتحتَّم عليه من أجل ذلك أن يستولي على ممرَّات جبال الآمانوس، ممَّا يُؤمِّن لهُ السيطرة على قيليقية، ويُسهِّل لِلروم النفاذ إلى الشَّام والمسير إلى حلب. وتعود شُهرة هذه الجبال إلى أنَّ جميع الغُزاة والفاتحين اجتازوها، فمنها غزا المُسلمون قيليقية وما يليها من جهات الأناضول، ولا بُدَّ لِنقفور فوقاس أن يجتازها لِيُهاجم سيف الدولة في قلب دولته. غير أنَّ فصل الشتاء أقبل، وبدأت الثُلُوج تتساقط لِتسُد الممرَّات الجبليَّة، كما أنَّ موسم الصوم أضحى على الأبواب، ويبدو أنَّ الدمستق فكَّر وقتذاك القيام بانقلابٍ وتسلُّم الحُكم بِفعل ما اشتهر به الإمبراطور رومانوس الثاني من الخفَّة والطيش، لِذلك كان عليه أن يكون قريبًا من العاصمة والاتصال ببعض العناصر المُؤيِّدة له. ومهما يكن من أمرٍ، فقد قرَّر نقفور فوقاس العودة إلى القُسطنطينيَّة على أن يستأنف حملاته العسكريَّة في الربيع القادم بعد عيد القيامة، وترك جيشه في قيصريَّة. اتاح انسحاب نقفور فوقاس من قيليقية الفُرصة لِسيف الدولة لاستئناف نشاطه الجهادي، فأعاد بناء ما تهدَّم من عين زربة، وأنفق في ذلك ثلاثة ملايين درهم، على أنَّ هذه المدينة فقدت أهميَّتها، بِدليل أنَّ البيزنطيين لم يُقدموا على الاستيلاء عليها مرَّة أُخرى.

## عسكريًّا

### أوضاع الجيش الإسلامي

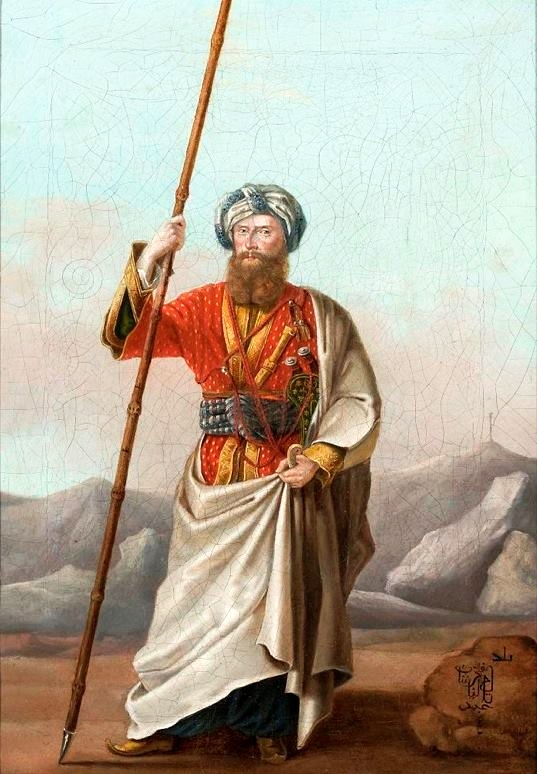
نموذج عن الجُندي الأعرابي من المُشاة الرمَّاحين (حملة الرماح).

جهد سيف الدولة بِتوفير المال والرجال لكي يستطيع الاستمرار في قتال وجهاد البيزنطيين ودفعهم بعيدًا عن حُدود الديار الإسلاميَّة، فجنَّد مُقاتلين من القبائل العربيَّة الضاربة في الجزيرة الفُراتيَّة والشَّام من بني عُقيل ونُمير وكلاب، وقد شكَّلوا العمود الفقري لِقُوَّاته المُسلَّحة، كما جنَّد المُتطوِّعة الذين رغبوا في الجهاد ضدَّ البيزنطيين، هذا إلى جانب العُنصر الأعجمي؛ كالتُرك والدَّيلم، وقد تبوَّأ بعضهم مراكز قياديَّة، أمثال نجا وقرغويه ولؤلؤ. واستغلَّ الشُعُور الديني لِإقناع جُنُوده بِأنَّهم يُؤدُّون فريضة الجهاد بِقتال الروم، كما استغلَّ طمعهم الماديّ في الحُصُول على الغنائم، لِيحُثَّهم على القتال، كما كان يُغدق عليهم ما يتخلَّف في ميدان القتال من الأموال والأسلاب. واشتهر غلمانه بِشدَّة البأس في القتال، وكان يلقى الجمع الكثير بِالعدد اليسير. تألَّف الجيش الحمداني من فِرقٍ عسكريَّةٍ من الفُرسان والمُشاة من حملة الأقواس والسِّهام، وقد شكَّلت طليعة الجُيُوش. كان الفُرسان يحملون الرَّايات المُلوَّنة والمُزخرفة بِالآيات القُرآنيَّة والنُقُوش، ويُغطُّون أبدانهم، شأن المُشاة، بِالتُرُوس الضخمة، ويحملون بِأيديهم الرِّماح الطويلة والأقواس التي يرمون بها النشَّاب. واستعمل الجيش الحمداني آلاتٍ ذات أصواتٍ حادَّةٍ يقرعونها أثناء الحرب، فتقوم بِعملٍ مُزدوجٍ: إثارة الحماس في نُفُوس الجُند المُسلمين، والرُّعب في نُفُوس الجُند البيزنطيين، حيثُ تختلط أصواتها بِأهازيج الجُند الحماسيَّة وبِهدير الإبل التي تحمل معدَّات الحرب، كما تُثيرُ الفزع في خُيُولهم، فتجمح وتهرُب. واستعمل أفراد الجيش الحمداني من الأسلحة: الرماح الطويلة والسُيُوف والأقواس الضخمة والفُؤوس والجواشن (الدُروع الكبيرة) واللَّت (عمود طويل مُربَّع) المُضرَّس والمُستوفي والمناطق والتجافيف (جلال الحصان الواقي). وشكَّل الخيل عُنصُرًا هامًّا في القتال، حتَّى اختار منها سيفُ الدولة أندرُها وأكثرُها أصالة، وكان لهُ حصانٌ مشهورٌ أبتر عندَّهُ يُدعى «الفحَّى» نسبةً إلى سواد لونه. ويذخر شعر المُتنبِّي، وهو شاعر الحرب الحمدانيَّة، بِوصف الخيل وآداب الفُروسيَّة ما يدُل على أنَّ فُرسان سيف الدولة تركوا أثرًا فاعلًا في نفسه. وابتكر سيف الدولة حركة القفز وخصَّص لها كتيبة كان أفرادُها من الشجاعة، حتَّى أنهم كانوا يقومون بِالقفز من قمَّةٍ إلى قمَّة حتَّى ينقضُّون على العدوّ وينالون منه، لكنَّ سيف الدولة سرَّح أفراد هذه الكتيبة بعد ذلك لِتعارُضها من آداب الفُروسيَّة على الأغلب. كان الجيش الحمداني يدخل المعركة وفق خطَّةٍ مُحكمة ومدروسة بِدقَّة، ويخضع أفراده لِنظامٍ صارمٍ، وقد أعدُّوا لِكُلِّ أمرٍ عُدَّته، وتداركوا كُلَّ خلل، ونظَّموا الخدمة اليوميَّة، وأخذوا بِنظام الكشَّافة والطلائع، فكانوا جُنودًا غلاظًا جبابرةً يستميتون في المعارك والاحتفاظ بِالنصر، ومن العسير أن يتقهقروا أو يرتدُّوا أو انتزاع أيُّ موقعٍ منهم إذا كان يحميه ألف جُندي.

### أوضاع الجيش البيزنطي

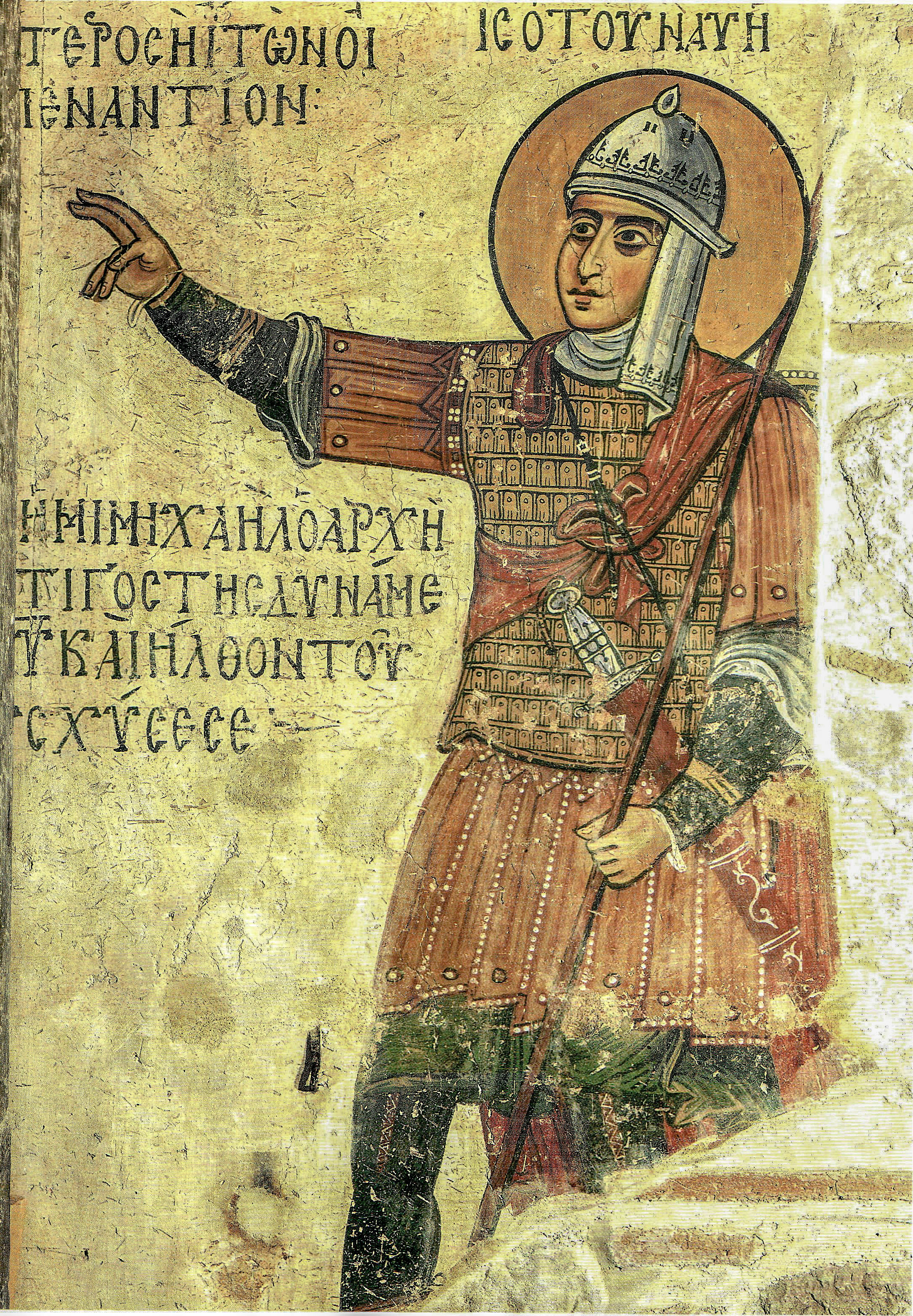
لوحة جصيَّة تُظهرُ جُنديًّا بيزنطيًّا بِلباسه العسكريّ.

حدث في أثناء القرن الثالث الهجري المُوافق لِلقرن التاسع الميلادي أنَّ فرعًا جديدًا من الجيش زادت أهميته هو «التاگماتا»، أي الفرق الأربع لِلحرس الإمبراطوري، وهي فرقة المدارس، والدبادبة، ووحدة الجُند المُسمَّاة «أريتموس» وهي فرقة المُراقبة، و«الهيكاناتي». ويبدو أنَّ الفرقة الأخيرة أنشأها نقفور الأوَّل، أمَّا الفرق الأُخرى، فمُنحدرة عن حرس القصر، وكُلَّها من فرق الفُرسان، والرَّاجح أنها لم تكن ذات قُوَّة عظيمة، حيثُ لم يتجاوز عدد أفراد فرقة المدارس ألف وخُمسُمائة جُندي، ويرأس كُل فرقة منها قائد يُسمَّى «دمستق»، أي ضابط القصر، باستثناء فرقة المُراقبة التي كانت تحت قائد كتيبة. وأُلحق بِهذه الفرق الأربع فرقة مُشاة تعدادها أربعة آلاف جُندي، وكانت هذه الفرق الخمس تُعسكر عادةً في تراقيا أو بيثينيا وتُرافق الإمبراطور عندما يخرج في حملة عسكريَّة حيثُ تكون تحت إمرته، وفي حال عدم خُروجه بنفسه إلى الحرب، يتولَّى دمستق فرقة المدارس قيادتها العُليا نيابةً عنه. وحُدِّدت واجبات فرق الجيش كافَّة بِدقَّة، ففرق ألوية الثُغُور مسؤولة عن حراسة مناطق الحُدود والدفاع عنها ضدَّ الغارات الأجنبيَّة، وإذا قام الجيش البيزنطي بِهُجومٍ مُضادٍ خرجت فرق الحرس الإمبراطوري الأربع من القُسطنطينيَّة بِقيادة الإمبراطور أو دمستق المدارس، فيلحق بها، عند نقاطٍ مُعيَّنةٍ من الطريق العسكري الذي يخترق آسيا الصُغرى، فصائل من جُند الثُغُور المُختلفة. ووُجد إلى جانب تلك الفرق العسكريَّة فرقة الحُدود، مُهمَّتُها صيانة القلاع والحُصُون والنقاط العسكريَّة الهامَّة والممرَّات الجبليَّة والطُرق المُهدَّدة من جانب الأعداء، وقد منح الإمبراطور جُنُودها إقطاعات يقومون على زراعتها مع أُسرهم مُقابل خدماتهم العسكريَّة. كان الحذر الطابع العام عند وضع الخُطط العسكريَّة، حيثُ كانت هجمات المُسلمين المُفاجئة والكثيرة تُفشل أي سياسة عسكريَّة جريئة، كما أنَّ الجيش البيزنطي لم يكن أحيانًا يُضارع الجيش الإسلامي في العدد، وأنَّهُ كثير النفقة، لِذلك كان على الجُنُود البيزنطيين أن يُحقِّقوا المنفعة المرجُوَّة من دون إسراف في إضاعة الأرواح أو العتاد، وأن يتجنَّبوا التسرُّع والتهوُّر، ويحرصوا على عدم الوُقُوع في الكمائن أو التعرُّض لِلهجمات المُفاجئة، وألَّا يترُكوا أجنحتهم بِغير حراسة، وأن يعتمدوا على نظام الكشَّافة والطلائع، وأن يستخدموا الحيل.

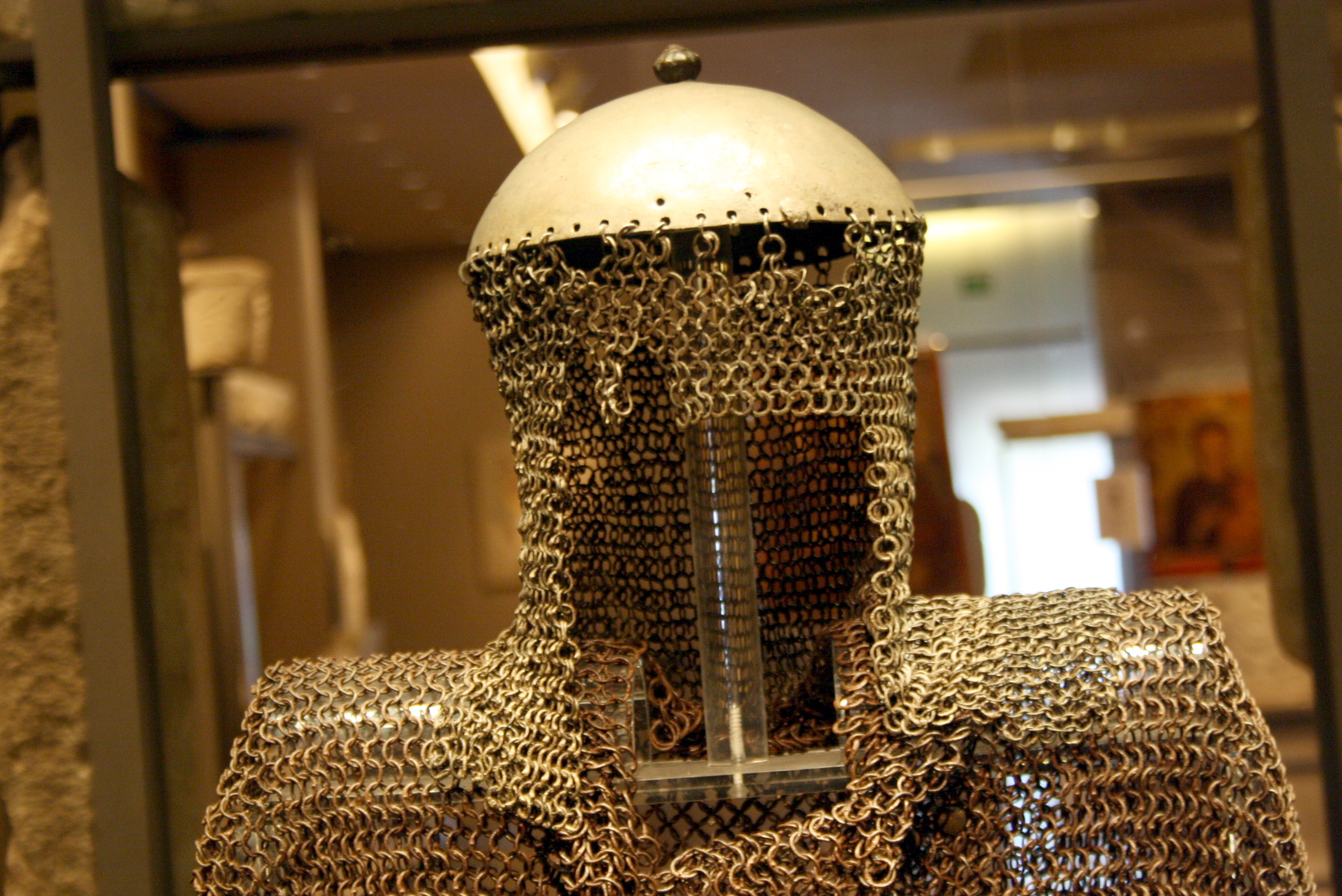
خوذة بيزنطيَّة.

وفعلًا طبَّق العسكريُّون المبادئ العسكريَّة الموضوعة، فنصبوا شبكة من محطَّات المُراقبة على طُول خط الجبهة مع المُسلمين تتَّصل بِمراكز القيادة بِواسطة نظام الإشارات، وتنقل تحرُّكات العدوّ، في الوقت الذي يحتشد المُشاة في القلاع والحُصُون، ويقوم الفُرسان بِغاراتٍ على مواقع العدوّ بِهدف قطع خُطُوط مُواصلاته. وينقسم الفُرسان والمُشاة إلى فرقٍ ثقيلة السلاح وفرقٍ خفيفة السلاح، ولِكُلٍ منها لِباسٌ خاص، ودورٌ مُحدَّدٌ في القتال. يلبس الفارس ذو السِّلاح الثقيل خوذةً من الفُولاذ، ويحملُ عباءً خفيفةً أو برنسًا يرتديه فوق سلاحه أيَّام الصيف الحارَّة. ويتكوَّن سلاحه من سيفٍ عريضٍ وخنجرٍ ورمحٍ وقوس لِلرماية عن ظُهُور الخيل، وجُعبة لِلسِّهام. وإذا كان ممن يقفون في الصُفُوف الأماميَّة ويقومون بِالهُجُوم، جُعل لِحصانه دُرُوعًا فُولاذيَّة على صدره وعصاباتٍ فُولاذيَّة على جبهته. وأمَّا الفارس ذو السلاح الخفيف، فيكونُ من الرُماة عادةً، ويلبس سترة من الزَّرد. يلبس الجُندي المُشاة ذو السلاح الثقيل درعًا من الزَّرد يُغطِّي نصفه الأعلى، وخُوذةً فُولاذيَّة، ويتسلَّح بِالسيف والرمح والفأس ذي النَّصل القاطع من ناحية والسنّ المُدبَّبة من ناحيةٍ أُخرى. ويلبس الجُندي المُشاة ذو السلاح الخفيف، وهو إمَّا راميًا بِالقوس أو قاذفًا بِالحربة، قميصًا طويلًا من الزَّرد يصلُ إلى رُكبتيه أو درعًا خفيفًا في بعض الأحيان، ويحملُ جُعبةً لِلسهام تحتوي على أربعين سهمًا، وفأسًا في حزامه، ويُعلِّقُ خلفهُ ترسًا صغيرًا مُستديرًا. استخدم الجيش البيزنطي النار الإغريقيَّة والإشارات الناريَّة التي تُوقد على قمم الجبال والتلال لِرصد تحرُّكات الجُيُوش الإسلاميَّة من جبال طوروس حتَّى القُسطنطينيَّة، واعتمد على الفرق الكشَّافة الاستطلاعيَّة والجواسيس الذين كانوا يتغلغلون بين صُفُوف المُسلمين، لِرصد خططهم العسكريَّة، واستعمل الأسلحة المعروفة بِالدبَّابات، والأساطيل. ورافق الجيش البيزنطي فرقةً من المُهندسين لِتذيل العقبات الطبيعيَّة وإنشاء الجُسُور لِعُبور الأنهار.

## المسير إلى حلب

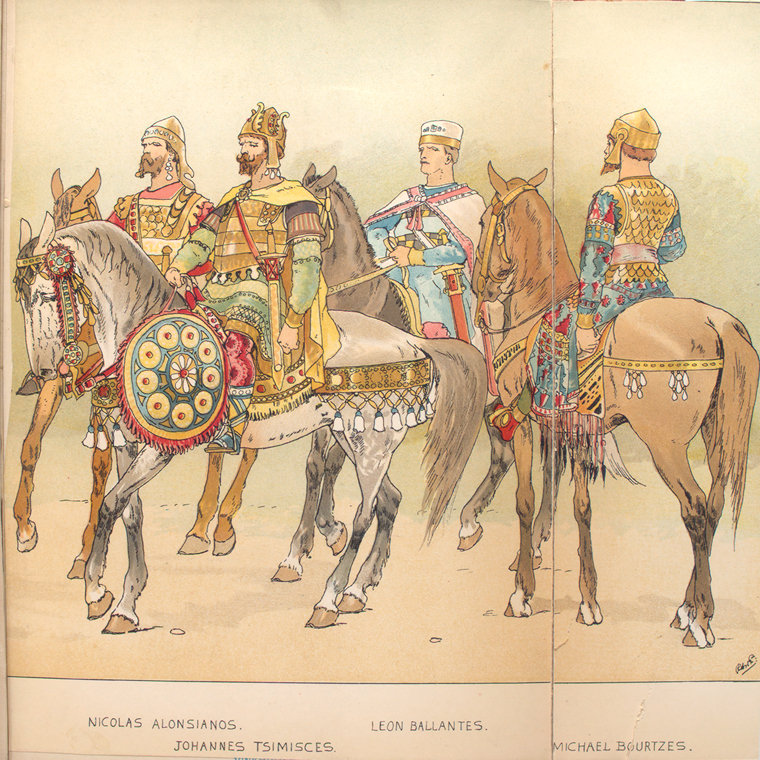
يُوحنَّا زمسكيس (في مُقدمة الصُورة)، نائب نقفور فوقاس، على رأس ثُلَّةٍ من القادة البيزنطيين السائرين إلى حلب.

استأنف نقفور فوقاس حملاته العسكريَّة بعد عيد القيامة، فاستولى في شهر ربيع الأوَّل سنة 351هـ المُوافق فيه شهر نيسان (أبريل) سنة 962م على الحُصُون والمُدن التابعة لِإمارة حلب، في خُطوةٍ مُتقدمةٍ لِلوُثُوب إلى حلب نفسها، فسقط في يديه وأيدي قادته من المُدن: دلوك ورعبان ومرعش وعينتاب، وأرسل قُوَّةً عسكريَّةً بِقيادة ابن أُخته تُيُودور استولت على منبج وأسرت أميرها الشاعر أبا فراس الحمداني الذي كان خارجها، وأرسله نقفور فوقاس إلى القُسطنطينيَّة حيثُ ظلَّ في الأسر مُدَّة أربعة أعوام حتَّى فداه سيف الدولة. وردَّ سيف الدولة بِأن أرسل جيشًا من أهل طرسوس، الذين أعلنوا ولاءهم له، بِقيادة حاجبه قرغويه، فأغار على الأراضي البيزنطيَّة، كما بعث غُلامه نجا إلى ميافارقين لِيُطمئن أهلها، فاصطدم أثناء عودته بِقُوَّة بيزنطيَّة عند حصن زياد يوم السبت 24 شعبان 351هـ المُوافق فيه 27 أيلول (سپتمبر) 962م وانتصر عليها، واستأمن خمسُمائة من أفرادها. أراد نقفور فوقاس أن يُباغت سيف الدولة، فأحاط حملته بِالكتمان، وتقدَّم باتجاه حلب في شهر ذي القعدة المُوافق فيه شهر كانون الأوَّل (ديسمبر)، واستطاعت كشَّافته أن تجتاز نهر القويق، على الرُغم من حرص المُسلمين على حراسة مخاضاته، وذلك بِفعل براعة نائبه يُوحنَّا زمسكيس.

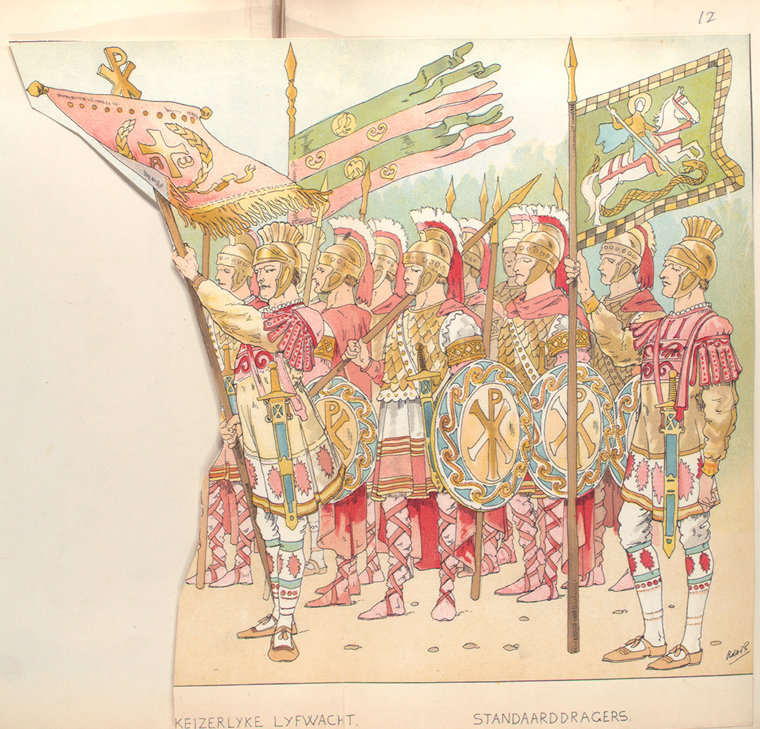
نموذج عن المُشاة الروم.

فاجأ نقفور فوقاس ويُوحنَّا زمسكيس بجيشهما سيف الدولة الحمداني وهو في حلب، بلغ جيش البيزنطيين 200,000 فارس و30,000 من المشاة لابسي الدروع، و30,000 عامل لهدم القلاع وإزاحة الثلوج، و4,000 بغل عليها حديد شائك يحيطون به معسكرهم ليلاً. قرر سيف الدولة ملاقاة جيش البيزنطيين بعيدًا عن مدينته، فبعث تابعه الغُلام نجا بِمُعظم عسكره لِقتالهم ريثما ينتهي من إعداد جيشٍ ضخم يخوض به المعركة الفاصلة، رُغم إشارة نصحاؤه عليه بأن يتولَّى القيادة، فأبى عليهم. سار نجا بالجيش إلى الأثارب، ومنها إلى أنطاكية، فسلك جيش البيزنطيين طريقًا مُغايرًا، ووصل نجا إلى دلوك، ومنها إلى تل حامد، ثم إلى تُبَّل، ثُمَّ واجه جيش الغُلام نجا قُوَّاتٍ من البيزنطيين بقيادة يُوحنَّا زمسكيس في ناحية أعزاز، انهزم أمامها الحمدانيون. وتعجَّل سيف الدولة في الخُرُوج بنفسه لِلتصدِّي لِلجيش البيزنطي من دون أن يستكمل استعداداته، فجمع ما تيسَّر من الجُند، فبلغوا أربعة آلاف بين فارسٍ وراجلٍ، وسار إلى أعزاز، غير أنَّهُ عندما شاهد ضخامة الجيش البيزنطي عاد إلى حلب وعسكر بِظاهرها. وعلِم في غُضُون ذلك بِأنَّ البيزنطيين توجَّهوا نحو العُمق قُرب أنطاكية، فأرسل غُلامهُ نجا على رأس ثلاثة آلاف مُقاتل كطليعةٍ لِلتصدي لهم، ثُمَّ لحق به بعد الظُهر، ونادى في النَّاس: «من لَحِقَ بِالأَمير فَلَهُ دِينَار»، هذا على الرُغم من إدراكه بِأنَّ المعركة خاسرة. وما أن سار فرسخًا حتَّى لقيه بعضُ الأعراب، فأخبروه بِأنَّ البيزنطيين لم يبرحوا جبرين، وأنَّهُم سوف يُصبحون في حلب، فعاد أدراجه إلى المدينة.

## حصار حلب ثُمَّ اقتحامها

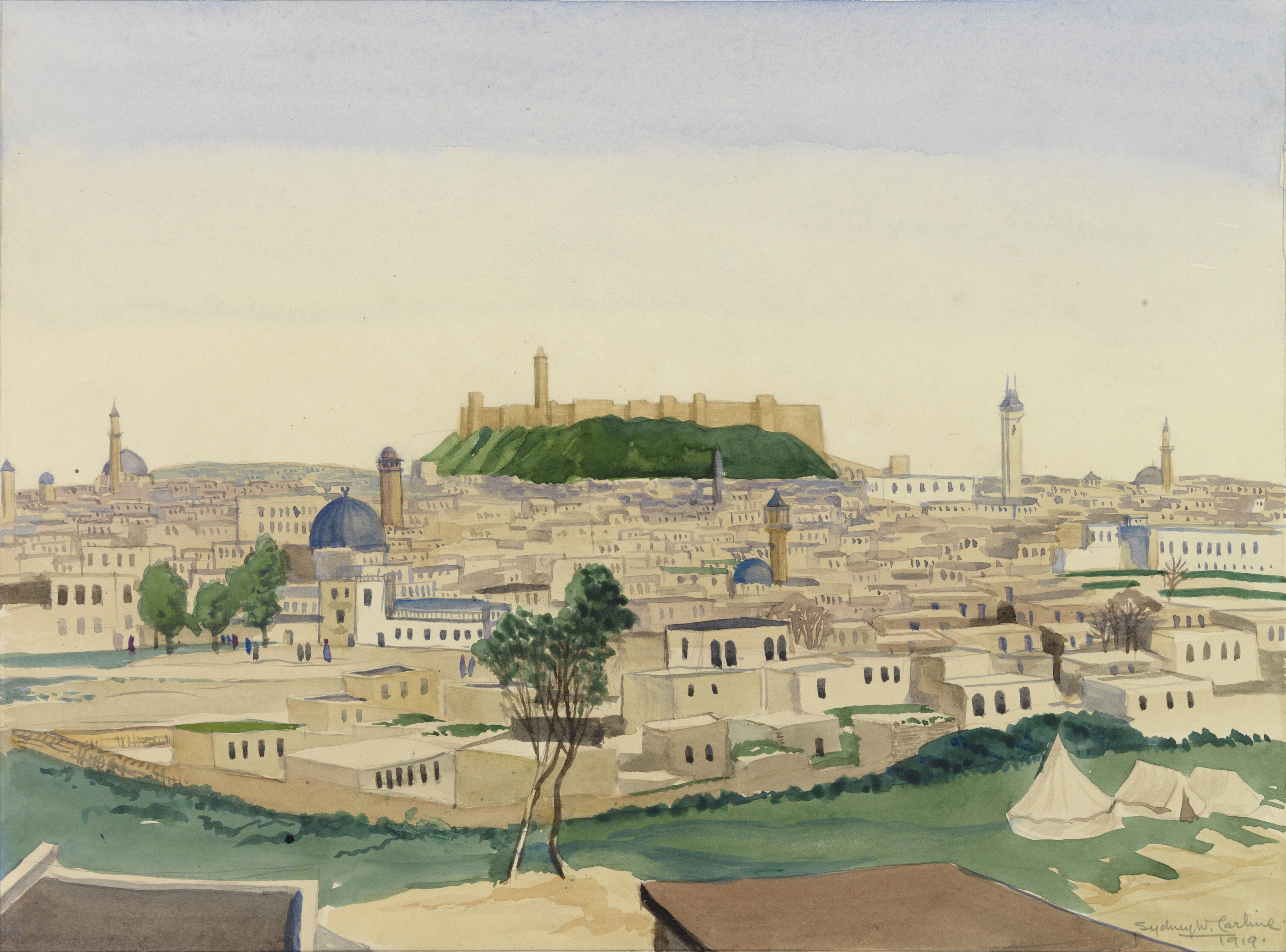
حلب القديمة، أكبر مُدن الشَّام الشماليَّة وأهم النقاط الإستراتيجيَّة في الصراع الإسلامي البيزنطي، فرض عليها البيزنطيُّون حصارًا مُشددًا في مُحاولةٍ لاقتحامها والقضاء على سيف الدولة والغارات الإسلاميَّة المُتكررة على ديار الروم.

أمام تلك المُستجدَّات، خرج سيف الدولة خارج حلب، وجمع الحلبيين وقال لهم: «عساكر الروم تصل اليوم، وعسكري قد خالفها، والصواب أن تغلقوا أبواب المدينة، وتحفظوها، وأمضي أنا ألتقي عسكري، وأعود إليكم وأكون من ظاهر البلد، وأنتم من باطنه، فلا يكون دون الظفر بالروم شيء»، أي أنَّهُ أراد حصر الجيش البيزنطي بين فكَّي كمَّاشة، فنصح الحلبيين بِإغلاق أبواب المدينة والدفاع عنها من الداخل عندما يُحاصرها الجيش البيزنطي، في حين يُحاصره هو من الخارج، فيضطر أفراده لِلقتال على جبهتين. رفض عامة أهل حلب الفكرة، فقال لهم: «اثبتوا فإني معكم». نزل عسكر سيف الدولة في جبل بانقوسا عند باب اليهود، وهو الباب الشمالي من أبواب حلب، ثُمَّ استنفر أهل المدينة للقتال، فخرج منهم 100,000 رجل. ومن أبرز الأسباب التي دفعت الأهالي إلى رفض خطَّة سيف الدولة أنَّ فيهم من كان يعجز عن السير إلى بلاد الروم لِلغزو، وقد قرُبت الآن المسافة، فلمَّا رأى إصرارهم بذل خزائن السلاح لهم.
ونزلت عسكر البيزنطيين في حي الهزازة شمال غربي المدينة في ثمانين ألف فارس، فوقع القتال في أماكن مُتفرِّقة، ثُمَّ قدمت مُؤخرة الجيش البيزنطي في أربعين ألف راجل مُزودين بِالرماح وفيهم يُوحنَّا زمسكيس، واتَّخذ الجيش مواقعه على النهر وأحاط أفراده بِسيف الدولة، فهاجم يُوحنَّا زمسكيس بِقُوَّاته قُوَّات سيف الدولة، وجرى قتالٌ ضارٍ بين الطرفين، ولم يستطع سيف الدولة الصُمُود بِجيشه القليل العدد، فانهزم الحلبيون. وفرَّ سيف الدولة فسلك طريق بالس، فطارده يُوحنَّا وأدركه في ضيعة سبعين، فقتل جماعة من وُجوه أصحابه، منهم أبي داود بن حمدان، وأبي مُحمَّد الفيَّاضي كاتب سيف الدولة، وقائد جيش سيف الدولة يومئذٍ بُشرى الصغير، وجميع أولاد داود بن حمدان وابن لِلحُسين بن حمدان، ومات الكثيرون عند باب اليهود وهم يتدافعون للدخول إلى المدينة، بينما تمكّن سيف الدولة من الفرار إلى قنَّسرين.

### المجزرة والتخريب
استولى نقفور فوقاس على دار سيف الدولة التي تقع خارج حلب وتُسمَّى «الدارين»، فنهب ما تحويه من مالٍ ودوابٍ وسلاح، وخرَّب الدار، وملك الربض التي حولها. حاصر البيزنطيون حلب يوم السبت 20 ذي القعدة 351هـ المُوافق فيه 19 كانون الأوَّل (ديسمبر) 962م، فخرج شُيُوخ حلب يوم الإثنين 22 ذي القعدة المُوافق فيه 21 كانون الأوَّل (ديسمبر) يطلبون من نقفور أن يفُك حصاره، فاشترط تسليم سيف الدولة، فأخبروه أنه فرَّ من المدينة، فطمع في الاستيلاء عليها عنوةً. ثُمَّ أرسل نقفور يومها رسولًا إلى شُيُوخ حلب يعرض على المدينة الأمان مُقابل أموال، وأن يُمكِّنوا جيشه من الدخول من باب والخُرُوج من آخر، وينصرف عنهم. فطلبوا مهلة لِلتشاور، فقبل ذلك. ثم خرج شُيوخ حلب في اليوم التالي بقبول العرض. شكَّك نقفور في نوايا أهل حلب بأنهم أعدّوا كمينًا لِقُوَّاته حين يدخلون المدينة، فأنكر بعض الحاضرين ذلك، وأقسموا أنَّهُ لم يبق بِالمدينة من يحمل السلاح، فأدرك نقفور ضعف دفاعات المدينة، وصرفهم على أن يأتوه في اليوم التالي. وفي المساء، هاجم البيزنطيُّون أسوار المدينة، واعتلوا أقصر بُقعة في السور بالقُرب من باب قنسرين، وحاولوا هدمها، فواجههم أهل المدينة ببعض المُقاومة. وأصلحوا السُور وكبَّروا، فتراجع البيزنطيُّون إلى جبل جوشن. استغلَّ بعض أوباش الناس واللُصوص انشغال أهل حلب بِالدفاع عن المدينة، فهاجموا منازل الناس، وخانات التُجَّار، لينهبوها. فانشغل شُيوخ البلد عن الدفاع عن السُور، ولحقوا بِمنازلهم. ولمَّا رأى البيزنطيون السور دون دفاع، نصبوا السلالم على السور، ودخلوا المدينة من جهة بُرج الغنم، وذلك ليلة الثُلاثاء 22 ذي القعدة المُوافق فيه 22 كانون الأوَّل (ديسمبر).

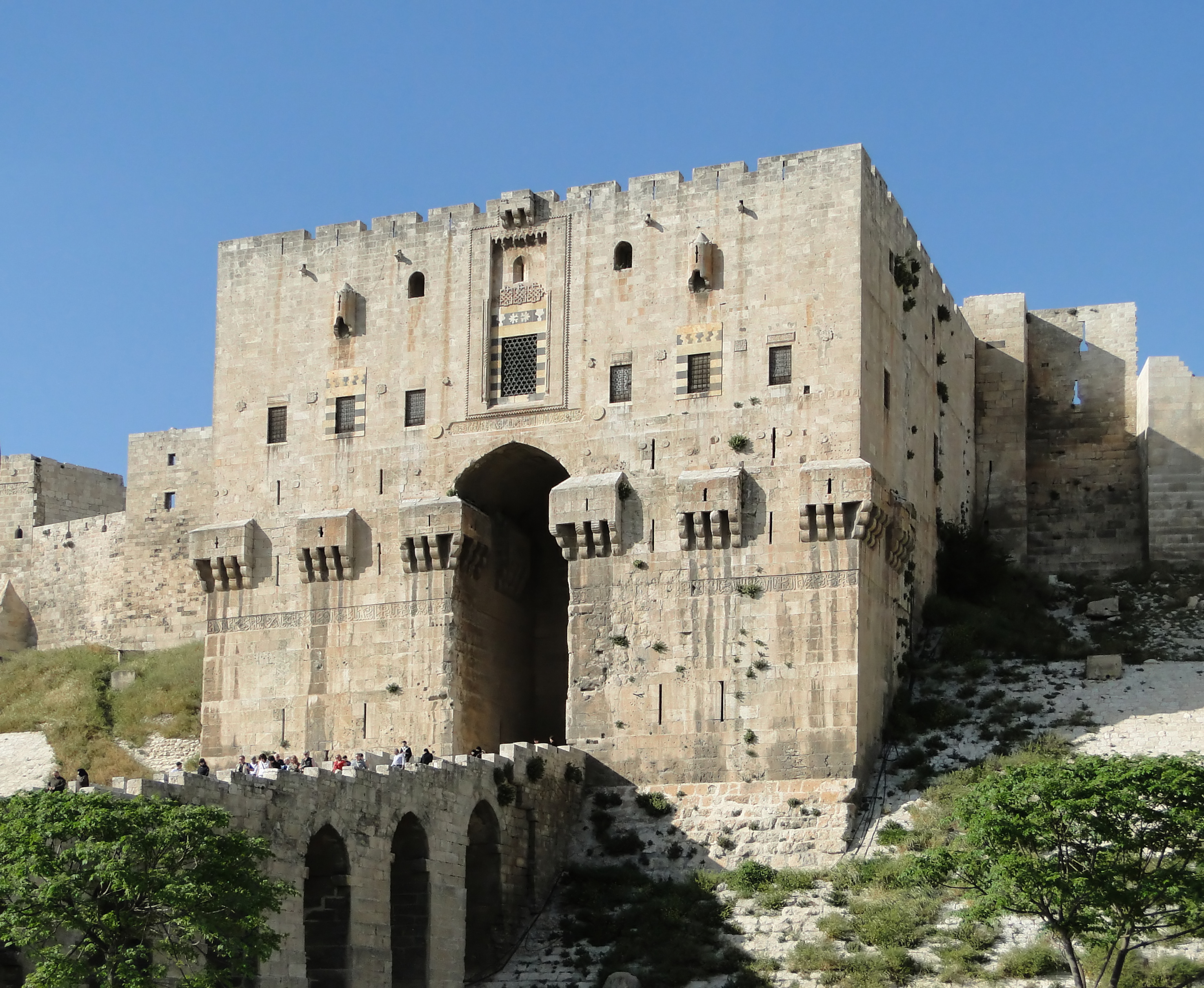
قلعة حلب. ضرب عليها البيزنطيُّون حصارًا واستعصت عليهم، فلم يقدروا على اقتحامها رُغم مُعاناة حاميتها من الجُوع.

انقضَّ البيزنطيُّون على السُكَّان العُزَّل الأبرياء فوضعوا السيف فيهم، وارتكبوا مجزرة رهيبة راح ضحيَّتها كثيرٌ من الأهالي، وأسر نقفور عددًا كبيرًا من النساء والأطفال، وقتل مُعظم الرجال، وحرَّروا من كان بيد المُسلمين من الأسرى البيزنطيين، وكانوا 1,400 أسير، وقيل 1,200 أسير، وأقام نقفور بحلب ثمانية أيام ينهب، ويقتل، ويسبي. كما خرّب قصر سيف الدولة، وأخذ ما فيه من مال وسلاح. ثم أحرق نقفور المسجد الجامع ومُعظم أسواق ودُور المدينة، ثُمَّ عمد البيزنطيُّون إلى خباب الزيت فصبُّوا فيها الماء حتَّى فاض الزيت على الأرض، وأُحرق ما بقي في المدينة من مساجد.

### امتناع القلعة
لم يسلم من القتل والأسر إلا من فرّ إلى القلعة من العلويين والهاشميين والكُتّاب وأصحاب الأموال. ولم يكن لِلقلعة يومئذٍ سُور، وكان بها جماعة من الديلم. فحاصر البيزنطيون القلعة، لكنَّها صمدت واستعصت عليهم. وعلى الرُغم من من سوء أوضاع المُعتصمين وما تعرَّضوا له من الشدَّة والجُوع بِسبب قلَّة المؤونة، حتَّى أنَّهم كانوا يتسلَّلون ليلًا لِلبحث عن الأقوات؛ فإنَّ حاميتها شكَّلت مصدر خطرٍ على الجُنُود البيزنطيين، إذ كانوا ينقضُّون عليهم من حينٍ إلى آخر، ما أثار تُيُودور ابن أُخت نقفور وأصرَّ على الاستيلاء على القلعة، على الرُغم من مُعارضة الدمستق، الذي رأى أن ينصرف عنهم بِفعل أنهم عُراة، وإذا نزلوا هلكوا لِأنَّهم لا يجدون قوتًا. وعندما اقترب من باب القلعة رماه ديلمي بسهامه، فقتله، وحُملت جُثَّته إلى الدمستق دون رأس. فطلب نقفور تسليم من قتل ابن أخته، فرمى المدافعون برأس تيودور، فقتل نقفور 1,200 أسير، وقيل نحو 2,000 أسير، لكنَّهُ استثنى من ذلك الشُبَّان، وكان لزامًا عليه أن يُهاجم القلعة، غير أنَّهُ بدلًا من أن يقوم بِذلك، قرَّر الارتداد عن المدينة.

## انسحاب الروم

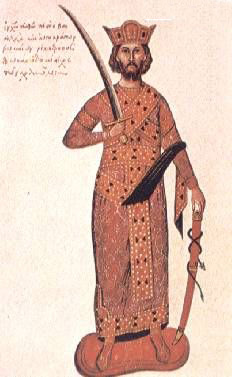
الدمستق، ثُمَّ الإمبراطور البيزنطي نقفور فوقاس، صاحب الحملات العديدة على ديار الإسلام، بما فيها حلب وغيرها.

غادر نقفور وجيشه حلب في يوم الأربعاء أوَّل ذي الحجة سنة 351هـ المُوافق فيه 30 كانون الأوَّل (ديسمبر) 962م إلى القُسطنطينيَّة بعد قتل الأسرى من الرجال. سار بالسبي، وكان نحو بضعة عشر آلف صبي وصبيَّة. وقد اختُلف في سبب رحيل نقفور عن حلب، ولعلَّ لِذلك علاقة بِالأسباب التالية:
- لقد خشي أن يُباغته سيف الدولة بِهُجومٍ مُضاد، فاكتفى بما أحرزه من انتصارٍ عليه واستباحة عاصمته وتخريب بلاده.
- لقد علم بِأنَّ الغُلام نجا عاد بِعسكره إلى الأمير سيف الدولة ما قوَّى من وضعه العسكري، وشنَّا الغارات على عسكر البيزنطيين.
- لقد أصاب جُندهُ التعب والإرهاق الذي نجم عن هذه الحُرُوب العنيفة، ثُمَّ إنَّ تنظيم الجيش البيزنطي ام يتهيَّأ لِمُمارسة حُرُوب طويلة الأمد.
- ما بلغ سمعه وشاع في المُعسكر البيزنطي عن قُدُوم إمدادات من دمشق إلى حلب بعد أن استنجد سيف الدولة بأهل عاصمة الشَّام، فسار إليه ظالم بن السلَّال العُقيلي والي الإخشيديين على دمشق، بِفعل أنَّ هذه الكارثة أثارت العالم الإسلامي، فنبذ المُسلمون ما بينهم من خلافات ووحَّدوا كلمتهم ونهضوا لِقتال العدُو المُشترك، وتنادى الناس في مصر والعراق لِلزحف إلى حلب والثأر من الروم.
- رأى أن يهتم بما يجري في القُسطنطينيَّة من الأُمور، لا سيَّما أنَّهُ لم يصل إليه، مُنذُ زمنٍ طويل، من الأنباء عمَّا يُدبَّر بِالبلاط من المُؤامرات التي تجري دائمًا ضدَّ قائدٍ مُنتصر.
- ما شاع من الأنباء التي تُشير إلى تدهوُر صحَّة الإمبراطور البيزنطي رومانوس الثاني بعد وُقوعه من ظهر فرسه أثناء رحلة صيد، وأنَّهُ - أي نقفور - مُرشّحٌ لِخلافته. كما أنَّ هذا الأمر جعل قادة القُوَّات البيزنطيَّة في آسيا الصُغرى يتطلَّعون إلى العرش البيزنطي.

حملت كُل هذه الأسباب مُجتمعةً نقفور فوقاس على أن يأمر جُندهُ بالارتداد عن حلب بعد ثمانية أيَّامٍ من الاحتلال. أمَّ النتائج التي ترتَّبت على الحملة، فقد صبَّت في مصلحة البيزنطيين، ولعلَّ أهمُّها:
- سيطر البيزنطيُّون على إقليم قيليقية الفاصل بينهم وبين الشَّام، بحيثُ فُتحت الطريق أمامهم للانسياب إلى هذه البلاد بِسُهولةٍ ويُسرٍ.
- جرى احتلال جميع دُرُوب الآمانوس، ومُعظم الحُصُون الضخمة الواقعة في الإقليم المُمتد بين نهر الفُرات وجبال الآمانوس.
- حقَّق نقفور فوقاس انتصارًا ساحقًا على خصمه سيف الدولة، واستباح عاصمته وغنم أمواله.
- على الرُغم من أنَّ نقفور فوقاس غضب لِجلائه عن حلب بعد أن فشل في تثبيت أقدامه فيها، إلَّا أنَّهُ لم يشُك في أنَّ عودة قريبة إلى هذه الجهات سوف تُؤدّي إلى الاستيلاء على المدينة بِصُورةٍ نهائيَّة، بِدليل أنَّهُ عندما غادر حلب منع جُندهُ من نهب المدينة وتخريب حدائقها ومزارعها، وقال لِأهلها: «هَذَا البَلَد قد صَارَ لَنَا، فَلَا تُقّصِّرُوا في العَمَارة، فإِنَّا بَعدَ قَلِيلٍ نَعُودُ إِلَيكُم».[49]

اجتاز الجيش البيزنطي جبال الآمانوس عند عودته، وعبر أفراده سُهُول قيليقية وجبال طوروس، وما كادوا يصلون في أواخر شهر صفر سنة 352هـ المُوافق فيه شهر آذار (مارس) سنة 963م، إلى سمندو بِثغر قيليقية حتَّى وردت الأنباء بِوفاة الإمبراطور رومانوس الثاني.

## بعد سُقُوط حلب

### عودة الحمدانيين ورد الفعل الإسلامي
كانت صدمة احتلال حلب كبيرة في العالم الإسلامي، لا سيَّما وأنَّها تُعدُّ مُقدمة لِحملاتٍ أُخرى سيقوم بها البيزنطيُّون على الجزيرة الفُراتيَّة والموصل. وفي الأخيرة كان الناس ثائرون غاضبون، فأغلق الأهالي الأسواق، واجتمعوا في المسجد الجامع من أجل ذلك، كما اجتمعوا بِالأمير ناصر الدولة، الذي وعدهم بِالمضيّ في الجهاد. كان سيف الدولة، خِلال هذه المحنة، قابعًا في قنَّسرين يُراقب تطوُّر الأحداث، وما كادت الجُيُوش البيزنطيَّة ترتدّ عن حلب حتَّى عاد إليها لِيجدها خرابًا، فانصرف إلى إزالة آثار العُدوان من واقع إعادة تعميرها، وحرص أن يُعيد إليها ما تفرَّق من سُكَّانها، وعلى الرُغم من ذلك، فإنها لا زالت قليلة العدد، فنقل إليها من استطاع جمعه من سُكَّان مدينة قنَّسرين المُجاورة، والتي تعرَّضت هي الأُخرى لِلحرائق على أيدي الجُنُود البيزنطيين، وأعاد عمارة أسوارها، وشيَّد من جديد ميناء أنطاكية، ثُمَّ التفت إلى إعادة تجميع وتنظيم قُوَّاته لِلرد على التعديات البيزنطيَّة؛ فأرسل في سنة 352هـ المُوافقة لِسنة 963م ثلاث حملاتٍ عسكريَّةٍ لِغزو الأراضي البيزنطيَّة، فدخلتها من ثلاثة محاور مُختلفة. انطلقت الحملة الأولى من طرسوس، ودخلت الأراضي البيزنطيَّة من درب قيليقية، وتوغَّلت فيها حتَّى وصلت إلى قونية، واصطدمت أثناء عودتها بِقُوَّةٍ بيزنطيَّةٍ عند الدَّرب بِقيادة قُسطنطين الملايني وانتصرت عليها. وتوجَّهت الحملة الثانية إلى ملطيَّة بِقيادة نجا غُلام سيف الدولة، الذي عاد إلى ميافارقين بعد أن نفَّذ مُهمَّته، فالتقى بِمُجاهدين آتين من خُراسان، يبلغ عددهم خمسة آلاف رجل، وهُم في طريقهم إلى حلب لِلتطوُّع في جيش سيف الدولة والانتقام من الروم، فلم يمضِ معهم إلى سيِّده. وقاد سيف الدولة الحملة الثالثة، فسبى أكثر من ألفين، ومن المواشي مائة ألف، على الرُغم من أنَّهُ لم يتوغَّل كثيرًا في الأراضي البيزنطيَّة لأنَّهُ كان مريضًا بِالفالج، ويُصاب بِحالات إغماء يُظنُّ معها أنَّهُ قد فارق الحياة، لِذلك عاد إلى حلب من دون أن يُتمَّ مُهمته.

### تبريد البيزنطيين لِلجبهة المشرقيَّة

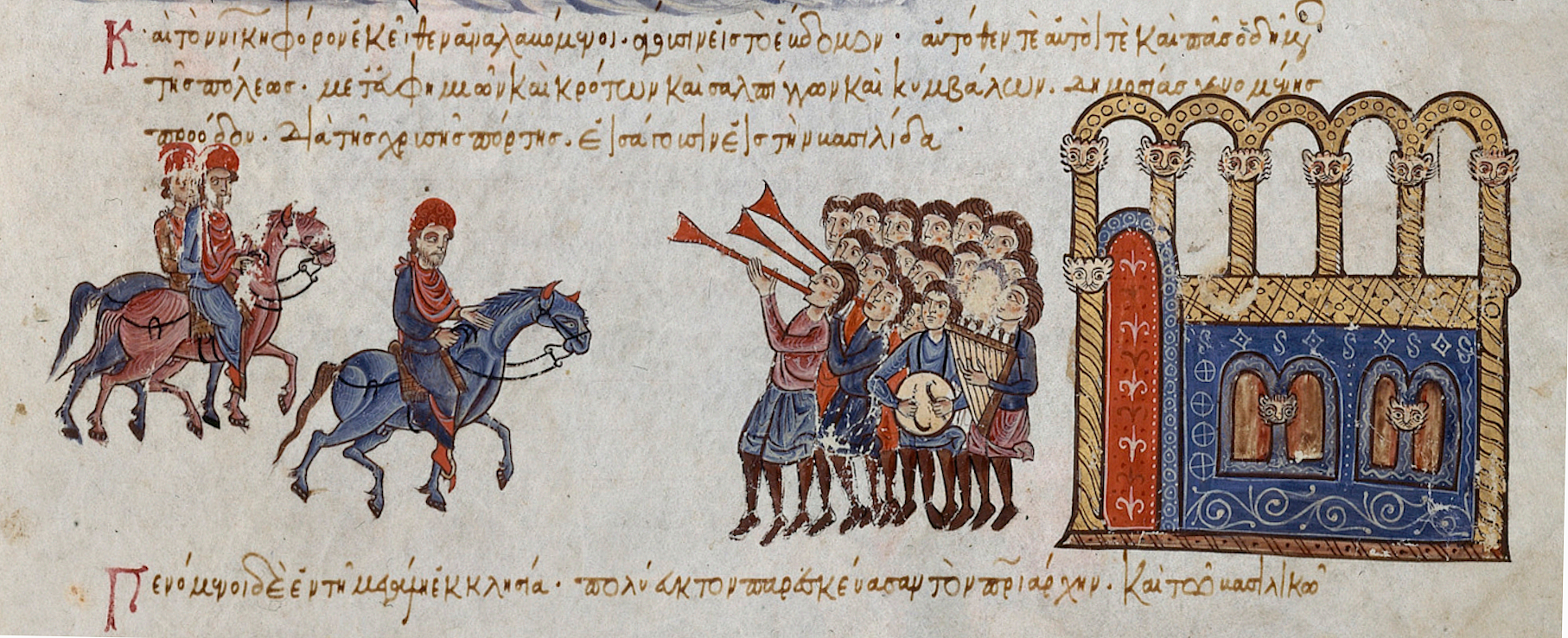
نقفور فوقاس يدخل القُسطنطينيَّة من البوَّابة الذهبيَّة ليُتوَّج بعدها إمبراطورًا.

حدث في بيزنطة أن تُوفي الإمبراطور البيزنطي رومانوس الثاني في 16 صفر 352هـ المُوافق فيه 16 آذار (مارس) 963م، وأضحى العرش من حق ولديه الطفلين باسيل الثاني، الذي لم يتجاوز الخامسة من عُمره، وقُسطنطين الثامن، الذي يبلغ سنتين من العُمر، فتولَّت والدتهُما الإمبراطورة تيوفانو الوصاية عليهما، يُساعدُها كبيرُ الوُزراء يُوسُف برنگاس الذي لم يكن فيما يبدو على وفاقٍ معها بِفعل التنازُع على الاستئثار بالسُلطة، وقد نجم عن ذلك أن حصل تقارب بين الإمبراطورة وبين نقفور الذي يكنُّ الكراهيَّة لِبرنگاس، وقد طمع في اعتلاء العرش البيزنطي، وسانده البطريرك المسكوني پوليكتس. وحدث في 7 جُمادى الآخرة 352هـ المُوافق فيه 3 تمُّوز (يوليو) 963م أن نادى الجيش المُعسكر في قيصريَّة، بِتحريض القائدين كوركواس وزمسكيس، بِنقفور إمبراطورًا، واصطحبته العساكر البيزنطيَّة إلى العاصمة لِيُتوَّج في كاتدرائيَّة آيا صوفيا. وفي 15 رجب المُوافق فيه 9 آب (أغسطس)، وصل الإمبراطور الجديد إلى أُسكُدار، وأخذ يُراقب الأوضاع الجارية في العاصمة التي شهدت آنذاك اندلاع ثورة ضدَّ برنگاس، راح يقمعها بِالقُوَّة. وبعد نجاح الثورة والقضاء على برنگاس دخل نقفور العاصمة في 20 رجب المُوافق فيه 14 آب (أغسطس)، وتمَّ تتويجه بعد يومين، فأعلن رعايته لِحُقُوق ولديّ الإمبراطور المُتوفَّى واشتراكهما معهُ في الحُكم، وما كاد يمضي شهر على تتويجه حتَّى تزوَّج تيوفانو.
كانت أهم مشروعات الإمبراطور نقفور فوقاس تحطيم قُوَّة المُسلمين الميدانيَّة ومدّ حُدود الإمبراطوريَّة إلى الشَّام والجزيرة الفُراتيَّة، وقد عيَّن يُوحنَّا زمسكيس دمستقًا في الشرق، وأرسلهُ على رأس جيشٍ ضخمٍ إلى طرسوس لِتأديب أهلها على ما قاموا به من غارات ضدَّ الأراضي البيزنطيَّة، وذلك في شتاء سنة 352هـ المُوافقة لِسنة 963م. وكان سيف الدول قد توقَّف عن الخُروج مع الجُيُوش بعد أن أقعده المرض، فتولَّى أُمراء الثُغُور قيادة الجهاد ضدَّ البيزنطيين، لكنَّهم لم يكونوا بِكفائة سيف الدولة، كما انتهج الإمبراطور الجديد نهج العُنف والإرهاب والقسوة مع مُدن الثُغُور الإسلاميَّة، فاستولى في ربيع سنة 353هـ المُوافقة لِسنة 963م على عين زربة وأضنة، وفي السنة التالية ألحق بها مدينتيّ المصيصة وطرسوس، واتخذ الأخيرة قاعدةً لِلوُثُوب على الشَّام، وحوَّلها إلى مدينةٍ مسيحيَّة وأزالها ما بها من معالم حضاريَّة وثقافيَّة إسلاميَّة، وتنصَّر بعضُ أهلها. وبِفعل التطوُّر العسكري الذي مال لِصالح البيزنطيين، وسيطرة الإمبراطور البيزنطي على المُدن الرئيسيَّة في قيليقية، مال الأمير الحمداني إلى الهُدوء وتبادُل الأسرى، ولمَّا نفذ منهُ أسرى الروم، افتدى من تبقَّى من أسرى المُسلمين بِمائتين وأربعين ألف دينار. ولكن رُغم ذلك استمرَّ البيزنطيُّون يُغيرون على أطراف الشَّام والعراق حتَّى قرَّر نقفور فوقاس تبريد الجبهة الإسلاميَّة والتفرُّغ لِقتال البلغار في أوروپَّا.

## طالع أيضًا
- غزوات المغول للشام
- معركة حلب (2012–2016)

## وصلات خارجيَّة
- مصر العربيَّة: حلب.. نُقطة الانعطاف في تاريخ الأُمَّة.